# Кларк, Артур Чарльз
Сэр А́ртур Чарльз Кларк (также Артур Чарлз Кларк, англ. Arthur Charles Clarke; 16 декабря 1917, Майнхед, графство Сомерсет, Англия, Великобритания — 19 марта 2008, Коломбо, Шри-Ланка) — английский писатель, футуролог, популяризатор науки. Командор ордена Британской империи (1989) и рыцарь-бакалавр (1998). В его честь названы горы на Хароне (Clarke Montes).
Увлекаясь с отрочества научной фантастикой, Кларк с 1936 года состоял в Британском межпланетном обществе, председателем которого избирался в 1946—1947 и в 1950—1953 годах. Во время Второй мировой войны служил в британских ВВС, занимался разработкой радаров и системы автоматической посадки самолётов. В 1945 году опубликовал статью «Ретрансляторы вне Земли», в которой выдвинул идею геостационарных спутников-ретрансляторов, успешно реализованную впоследствии. Данный проект принёс Кларку множество наград, в том числе международную премию Маркони (1982), золотую медаль Института Франклина, премию Линдберга и другие. Международный астрономический союз официально присвоил геостационарной орбите наименование «Орбита Кларка». С 1950 года член Королевского астрономического общества. Лауреат премии Калинги (1961) за достижения в популяризации науки. Предоставил средства для британской литературной награды за лучший научно-фантастический роман — премии Артура Кларка (вручается с 1987 года).
Как любитель Кларк занимался фантастической беллетристикой с 1930-х годов, помещая свои рассказы в фэнзинах, в некоторых из которых являлся редактором. Как профессиональный писатель дебютировал в журнале Astounding Science Fiction в мае 1946 года рассказом «Спасательный отряд». В 1950-е годы увлёкся дайвингом и с 1954 года перебрался на постоянное место жительства на Цейлон, хотя много времени продолжал проводить в Великобритании и США. В раннем творчестве Кларка выделялись романы «Город и звёзды» и «Конец детства», отмеченные наградами и вызвавшие большое внимание критиков и исследователей. Известен также совместной работой со Стэнли Кубриком по созданию научно-фантастического фильма «Космическая одиссея 2001 года» (1968). Параллельно Кларк писал роман «2001: Космическая одиссея», впоследствии дополненный тремя продолжениями. Много наград получили также романы «Свидание с Рамой» и «Фонтаны рая». В 1975 году писатель получил ланкийское гражданство. Писательская активность привела к тому, что А. Кларк был приглашён радиовещательной корпорацией CBS вести репортажи о полётах космических кораблей «Аполлон-11», «Аполлон-12» и «Аполлон-15», а также миссии «Союз — Аполлон». В 1980-е годы активно работал на телевидении, создав 13-серийные телефильмы «Таинственный мир Артура Кларка» (1980) и «Мир странных явлений Артура Кларка» (1985). Из-за последствий заболевания полиомиелитом писатель оказался в 1990-е годы прикован к инвалидному креслу и стал много работать в соавторстве.
Артур Кларк наравне с американцами Айзеком Азимовым и Робертом Хайнлайном входит в «большую тройку» научной фантастики — писателей, оказавших наибольшее воздействие на развитие этого жанра в англоязычной литературе XX века. Много лет возглавлял Британскую ассоциацию научной фантастики. Ряд исследователей, включая Алексея Паншина, причисляют Кларка к младшему поколению писателей «золотого века научной фантастики».

## Биография

### Годы становления (1917—1936)

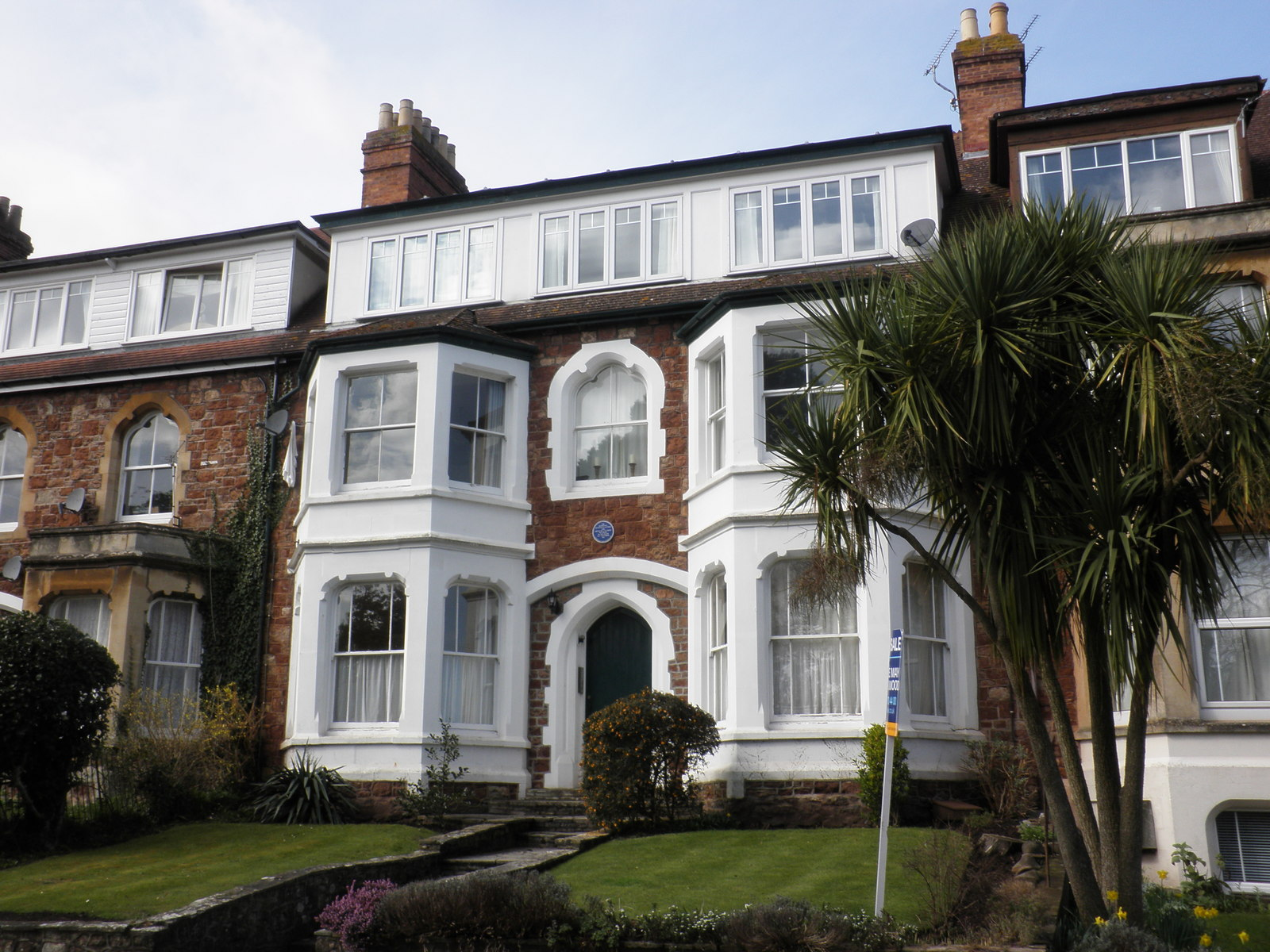
Дом в Майнхеде, где родился Артур Кларк. Над входом видна синяя памятная доска

Отец будущего фантаста — Чарльз Райт Кларк — был сыном почтмейстера и вырос при деревенской почтовой конторе; там же он познакомился с Мэри Норой Уиллис из Майнхеда (графство Сомерсет), которая также работала в почтовом ведомстве. Венчались они 29 июля 1915 года. Их сын Артур Чарльз Кларк появился на свет 16 декабря 1917 года в Майнхеде в семейном доме «Саннисайд» № 4 по Бленхейн-Роуд. Чарльза призвали на фронт сапёром; на время войны Нора переехала к своим родителям. Хотя после демобилизации Чарльзу Кларку гарантировали трудоустройство на почте, он предпочёл приобрести ферму Битэм в деревне Чард в графстве Сомерсет на паях с другом, часть суммы заплатила Нора из доли наследства. Быстро выяснилось, что цена завышена, дом в плохом состоянии, а на ферме не хватало воды для содержания стада в двадцать дойных коров. 7 апреля 1921 года у Артура появился младший брат Фредерик, рожала которого Нора тоже у матери в Майнхеде. Далее родились ещё дочь Мэри и самый младший сын Майкл. Битэмскую ферму удалось продать, хотя и с убытком, однако мать Чарльза — Элизабет Кларк, служившая почтмейстером, подыскала другую землю, выделенную после раздела манора. В 1924 году коттедж «Баллифантс» стал собственностью Кларков. Дети соседей — семейства Корнишей—Кайллов — в ноябре 1928 года познакомили десятилетнего Артура с американским журналом Amazing Stories, печатавшим фантастику. Впрочем, тогда это не превратилось в увлечение. Ещё раньше мальчик впервые увидел самолёт Avro 504 и даже поднялся в воздух вместе с матерью, развозившей срочную почту. В начальную школу Артур пошёл в деревне Бишопс-Лидиард, где учительница распознала его способности к сочинительству. Далее Нора перешла телеграфисткой в Тонтон, телеграфистом работал и дядя Кларка по отцу, а его жена управляла деревенской почтовой конторой. Подростком Артур стал подрабатывать на почте и даже однажды принял сообщение по радио. Семья жила скромно: ферма поглощала скудные заработки и требовала неустанной заботы, вдобавок здоровье раненного на фронте Чарльза Кларка постоянно ухудшалось, а пенсии по инвалидности ему не полагалось. Нора, Артур и Фред доили коров, ухаживали за курами, сбивали сливки на продажу и консервировали яблоки. Когда подрос Майкл, он унаследовал хозяйство и превратил Баллифантс в молочную ферму. Очень дорого оказалось содержать свору керн-терьеров на продажу; Нора даже пыталась сдавать комнаты внаём и вязала на продажу грубые рабочие перчатки. К началу 1930-х годов отец уже не вставал; Фредерику приходилось иногда бегать за милю в аптеку, чтобы купить ему морфий. В марте 1931 года 43-летний Чарльз Кларк скончался в бристольской больнице. 13-летний Артур Кларк к тому времени учился в школе Хьюиша в пяти милях от Тонтона, зная, что у него нет перспектив на получение высшего образования. Мать, осознавая способности своего первенца, настаивала, чтобы учёба была у него на первом месте, и меньше других занимала его по хозяйству. Артур работал на почте дежурным, забирая утреннюю четырёхчасовую корреспонденцию и развозя её по адресатам, после чего ехал на велосипеде в школу — в среднем получалось 10 миль за день. Как вспоминал сам Кларк, он ещё «умудрялся прочитывать в день по две книги. В те времена не было телевизоров, вот в чём разница».

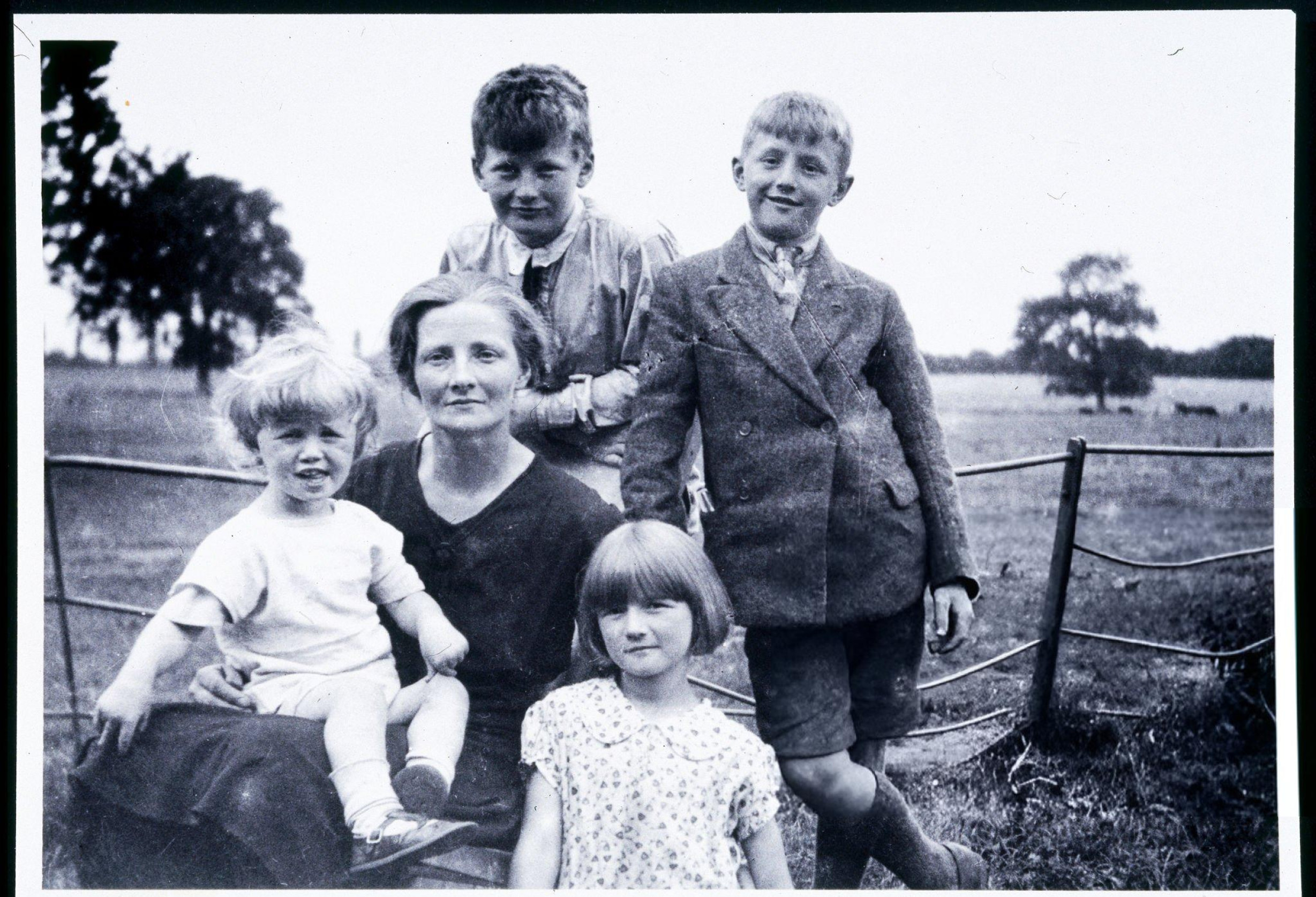
Семейство Кларков в 1929 году. На переднем плане Нора Кларк с младшим сыном Майклом (сидит на коленях), рядом дочь Мэри, позади братья Артур и Фред

Во второй половине 1920-х годов Артур увлёкся строительством самодельных телескопов, экспериментировал с линзами и добился оптического разрешения, позволившего систематически наблюдать Луну (в шутку он говорил, что лучше ориентировался на спутнике Земли, чем в Сомерсете). Сохранилось несколько блокнотов, заполненных астрономическими рисунками лунных кратеров; кроме того, юноша через кальку перерисовал звёздные карты из популярной книги Роберта Болла «История небес». Рабочим кабинетом и лабораторией ему служила бывшая гостиная. В подарок на Рождество он получил американский конструктор, позволивший соорудить треногу для телескопа, прослужившую своему владельцу много лет. Также Артур увлёкся ракетами, разрабатывал оптимальные конструкции (стабилизаторы вырезались из бальсы) и самостоятельно научился готовить пушечный порох, служивший для их заправки. К ночи Гая Фокса они с братом Фредом изготовили фейерверк и бенгальские огни. Далее дядя Джордж (зять покойного отца) подарил племяннику неисправный фотоэлемент и детали от списанной телефонной станции, из которых Артур собрал интерком — устройство для преобразования звука в световой сигнал по радиоэфиру: микрофон был установлен на кухне, а обычный фонарик в гостиной, после чего мать могла, не повышая голоса, призывать сына питаться и пить чай. После усовершенствования световой сигнал по радио можно было передавать через поле; проволока ограды на пастбище служила антенной-отражателем для измерения дальности, которой может достигать сигнал. Пытливый юноша также провёл в спальню проводную связь, которая заменяла будильник. Далее Кларк увлёкся детекторными радиоприёмниками, так как всего за шиллинг (около 4 фунтов стерлингов в ценах 2023 года) можно было купить набор для самостоятельной постройки прибора. В шестом классе школы он освоил ламповые приёмники, работа над которыми шла в кабинете физики — учитель Плисс учил по старой английской традиции: на основании личного опыта. Плисс всячески защищал Кларка, которого директор считал если не тупицей, то лентяем — занятый на почте и своими увлечениями, Артур посещал только интересующие его уроки. Он всё-таки вытянул двухгодичные приготовительные классы, но трижды пересдавал оксфордский экзамен по математике, который определял готовность школяра к колледжу.

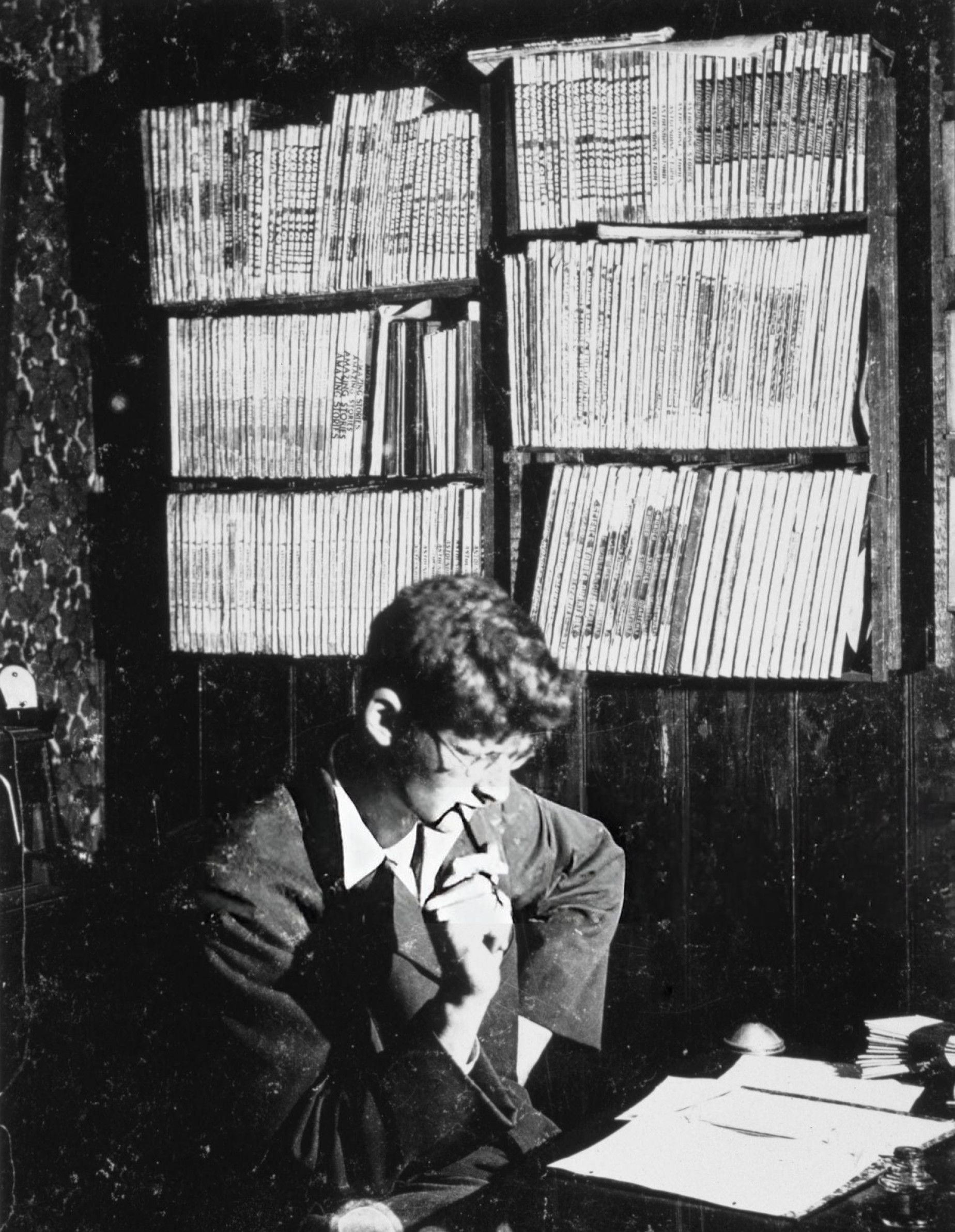
18-летний Кларк со своей коллекцией фантастических журналов

В марте 1930 года Артур Кларк всерьёз увлёкся американскими макулатурными журналами, печатавшими фантастику, и начал систематически собирать коллекцию, которая пополнялась вплоть до его призыва на военную службу. «Зацепил» 13-летнего отрока роман Рэя Каммингса «Разбойники Луны». К 1938 году Артур собрал полные комплекты Amazing Stories и Astounding Stories (пять центов — стоимость номера — равнялись трём английским пенсам). В публичной библиотеке Майнхеда 12-летний Кларк прочитал только что опубликованный роман Стэплдона «Последние и первые люди» и на склоне лет утверждал, что ни одна другая книга так не воздействовала на его воображение. Тогда же он начал писать повесть «Да не настанет ночь», которая будет опубликована в 1948 году. Незадолго до смерти отца в 1931 году Артур упросил тётю купить ему книгу «Завоевание космоса» Дэвида Лассера — первый вышедший на английском языке обзор идей и технических предпосылок к практическому осуществлению космических полётов. Осенью 1932 года в школьном журнале вышла первая публикация Кларка — репортаж, подписанный «Бывший шестиклассник». Ещё две статьи под тем же псевдонимом вышли в 1933 году. Директор Гудлиф, удостоверившись в незаурядности Артура, настоял, чтобы он сдал экзамены на гражданскую службу. В 1936 году Кларк стал 26-м из полутора тысяч абитуриентов. Поскольку он получил 100 баллов по математике, молодой человек получил рекомендацию в Министерство финансов. Ещё в 1933 году из журнала Артур узнал о существовании Британского межпланетного общества, действительным членом которого стал спустя три года. В переписке с его секретарём Л. Джонсоном 19-летний Кларк описывал, как он экспериментировал со стреловидным крылом, которое прикрепил к ракете, запустив её с крыши.

### Госслужба и военные годы (1936—1946)

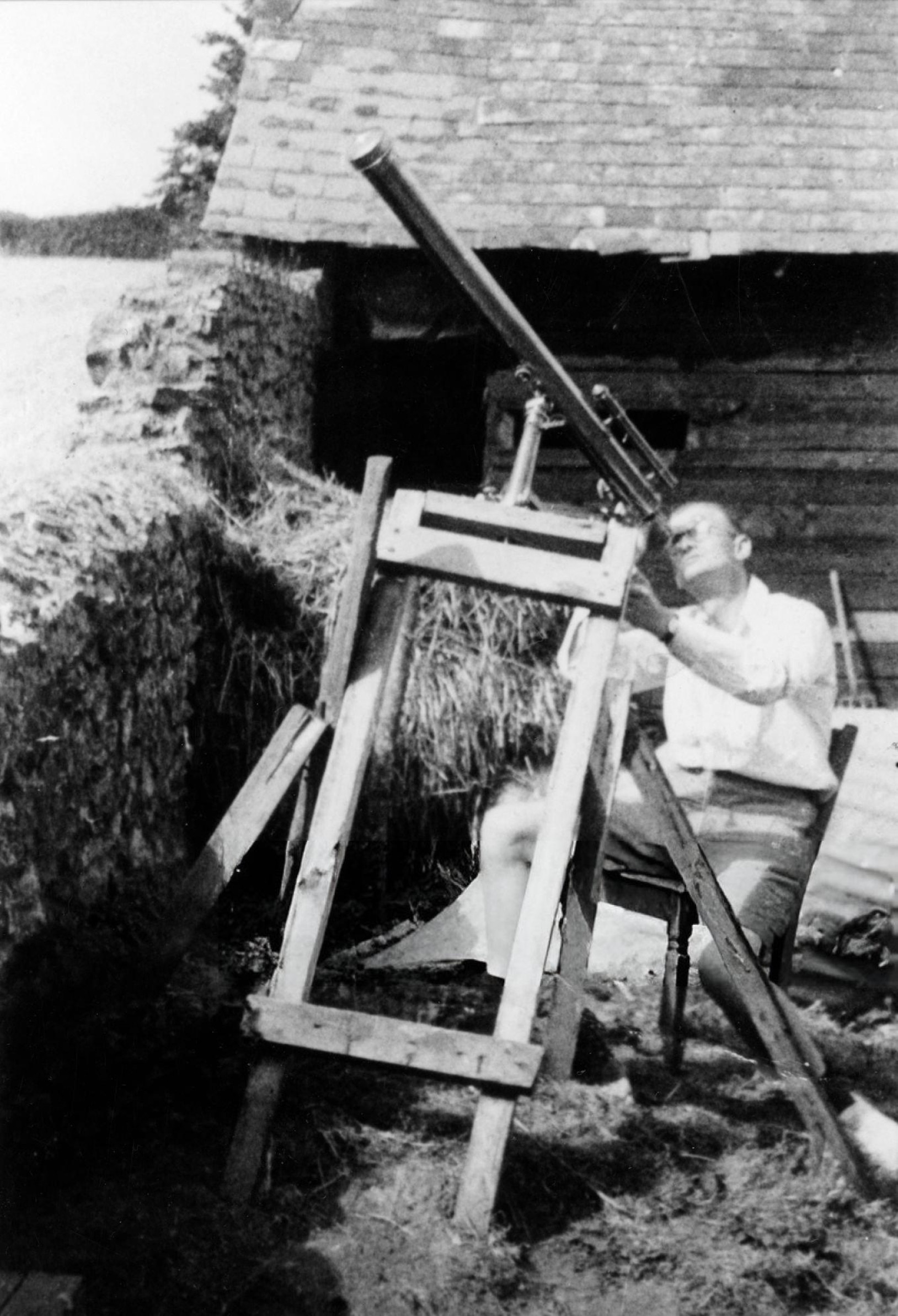
Артур Кларк с телескопом на семейной ферме

В Лондоне 19-летний Артур остановился у тёти Молли — младшей сестры своего отца, которая служила актрисой в одном из театров и не добилась известности. Его приняли в штат Министерства финансов аудитором с жалованьем 3 фунта стерлингов в неделю (257,5 фунтов в ценах 2023 года). В обязанности молодого аудитора входила проверка учительских пенсий, назначавшихся Советом по образованию, что требовало объёмных расчётов, которые Кларк был способен осуществлять в уме. Два года он ютился у тёти на Норфолк-Сквер в комнате площадью 6 на 10 футов, но при этом утверждал, что «никогда по-настоящему не нуждался». Работа оставляла много свободного времени, которое Артур тратил на свои увлечения — к ним добавился настольный теннис и посещение Кенсингтонского музея естествознания. Началась дружба с коллегами по Межпланетному обществу — издателем фэнзина Уолтером Джиллингсом и писателем Джоном Кристофером; с последним Кларк переписывался в течение 55 лет. По его собственной оценке, в те времена членство в Обществе и в британском фэндоме пересекалось примерно на 80 %. Артур читал «Астронавтику» Эно-Пельтри и пытался писать фантастику — в течение 1937 года он оформил четыре рассказа. Кларк откровенно сообщал, что, если бы тратил на литературу больше времени, «мог бы обогнать большинство „макулатурных“ авторов»; с предпочтениями он ещё не определился и, хотя любил произведения на научной основе, но не менее ценил лорда Дансени и Лавкрафта. В мае 1938 года писатель и издатель фэнзина Novae Terrae Уильям Темпл предложил Кларку снимать на двоих квартиру, которая нашлась по адресу Грейс-Инн-Роуд в Блумсбери, дом № 88; договор заключили на три года. Переезд состоялся в июле — квартира включала четыре комнаты на двух этажах, а под ней располагались издательство и писательский клуб. Кларк разместился на самом верху, где располагал кухней (она же столовая), маленькой ванной и просторной спальней. У люка на крышу он установил свою самодельную треногу с телескопом. Темпл спал в гостиной, в которой разместили и библиотеку, а затем она стала постоянным местом проведения заседаний Межпланетного общества — каждый второй четверг месяца; Кларка избрали казначеем. В октябре на Грейс-Инн-Роуд вселился Морис Хансон, и трио составило редколлегию Novae Terrae, выпустив до января 1939 года двадцать семь номеров этого журнала. Когда Темпл женился в сентябре 1939 года, его супруге пришлось мириться с тем, что квартира населена «компанией английских чудаков» и туда могут прийти столоваться и ночевать самые разные люди. Несмотря на внешнюю несерьёзность, Общество издавало собственный ежеквартальник, где публиковались фундаментальные разработки, включая реактивный двигатель для авиации, космический альтиметр, систему климатического контроля и навигационный целостат, постоянно ориентированный на Землю. Всё это было сведено в целостный проект корабля, пригодного для 20-дневной экспедиции на Луну.

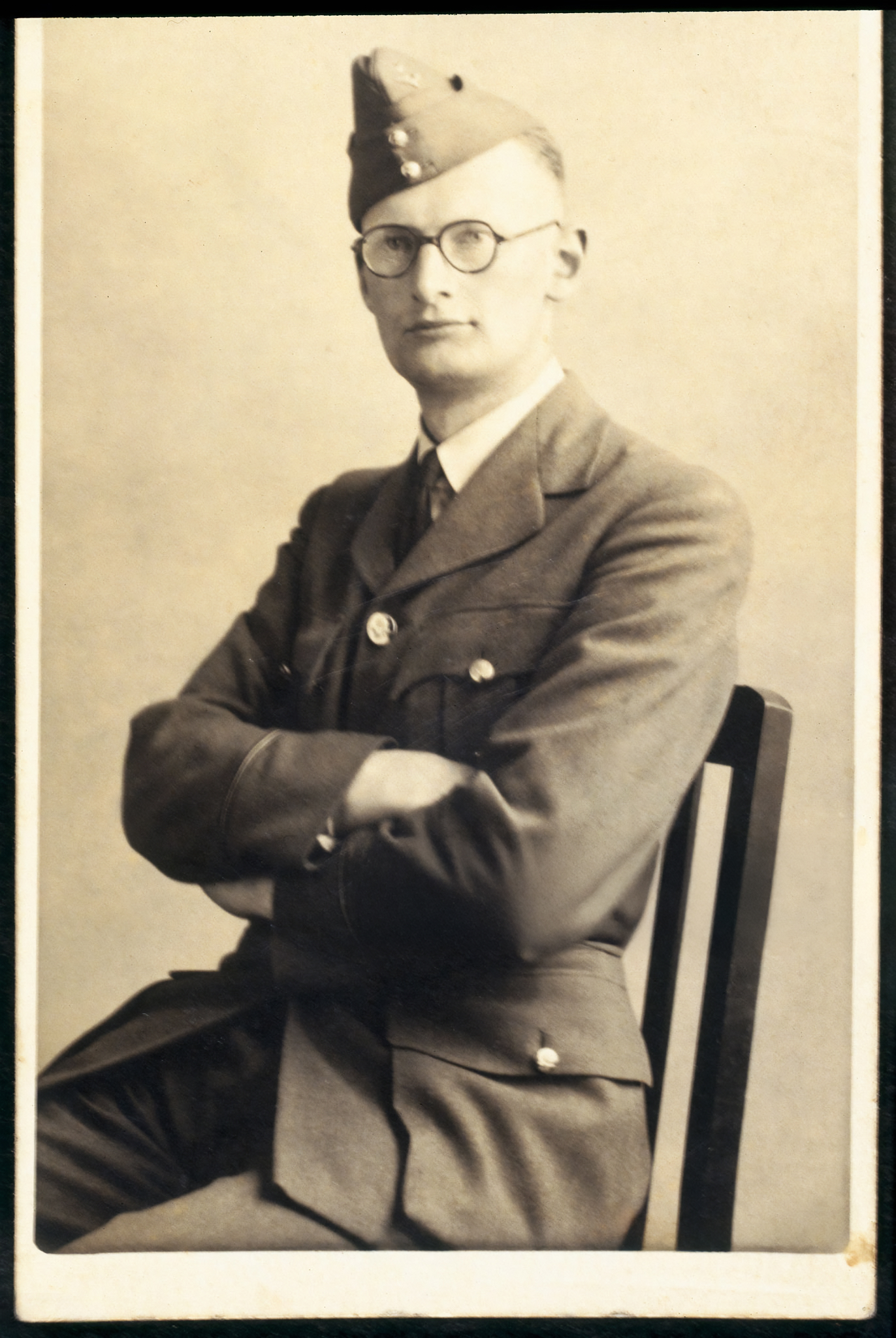
Артур Кларк в годы военной службы

С началом Второй мировой войны в ряды вооружённых сил первым вступил Морис Хансон. Кларк вернулся к написанию повести, начатой ещё в Сомерсете, и немало досаждал супругам Темпл, читая им удачные, с его точки зрения, места. В это время он проводил аудит счетов Министерства продовольствия и снабжения. В марте 1941 года имевший отсрочку от призыва Артур Кларк записался в ряды Королевских ВВС по специальности радиотехника-авиамеханика. При оформлении произошёл казус: на выданном нашейном жетоне новобранцам чеканили «англиканин», если только они не принадлежали к иной конфессии официально; Артур заставил поменять ему запись на «пантеист». После принятия присяги в мае 1941 года рядового Кларка отправили на технические курсы Министерства авиации. Его избрал своим денщиком один из офицеров, а когда узнал, что Артур занимается дифференциальными уравнениями, отправил его на курсы электроники и радиопеленгации, откуда в сентябре Кларка перевели в радиошколу в Уилтшире. Через четырнадцать недель его сделали инструктором и повысили до капрала. Он перевёз из Лондона свой телескоп, который держал в кладовке в казарме. В 1942 году в журнале Electrical Engineering А. Кларк опубликовал статью о передаче телевизионного сигнала. В январе 1943 года капрала перевели на радиолокационный пункт в Линкольншире, а оттуда — на радиолокационную базу раннего обнаружения в научную группу под руководством Луи Альвареса. Кларк участвовал в разработке радарной системы для упрощения навигации пилотов в сложных погодных условиях, о чём впоследствии написал полудокументальный роман «Глиссада» (1963). За время работы на радарной станции Кларком написаны две дюжины научных статей и несколько рассказов, включая «Спасательный отряд», напечатанный в 1946 году в Astounding Science Fiction. За рассказ автор получил от главного редактора Джона Кэмпбелла первый в своей жизни литературный гонорар — 180 долларов (2810 в ценах 2023 года). После капитуляции Германии Кларк восстановил переписку и общение с друзьями из Межпланетного общества и летом 1945 года работал над проектом глобальной системы связи, который сдал в военную цензуру 6 июля. Статья была принята журналом Wireless World, выплатившим 40-долларовый гонорар; статья о внеземных ретрансляторах на геостационарной орбите была замечена Министерством военно-морского флота США в лаборатории, которой заведовал Роберт Хайнлайн. Осенью 1945 года Кларк участвовал в конкурсе очерков, спонсировавшемся военным ведомством, на тему «Ракеты в будущих войсках», принёсшем ему первое место. В этом очерке писатель изложил суть доктрины гарантированного взаимного уничтожения. В 1946 году эссе было опубликовано и Кларка даже пригласили на приём к военному министру. 21 июня 1946 года флайт-лейтенант Кларк был демобилизован, а министерство одобрило ему заявку на грант для обучения в Королевском колледже.

### Профессиональный писатель. Переезд на Цейлон (1947—1975)

#### Колледж — реферативный журнал — писательство

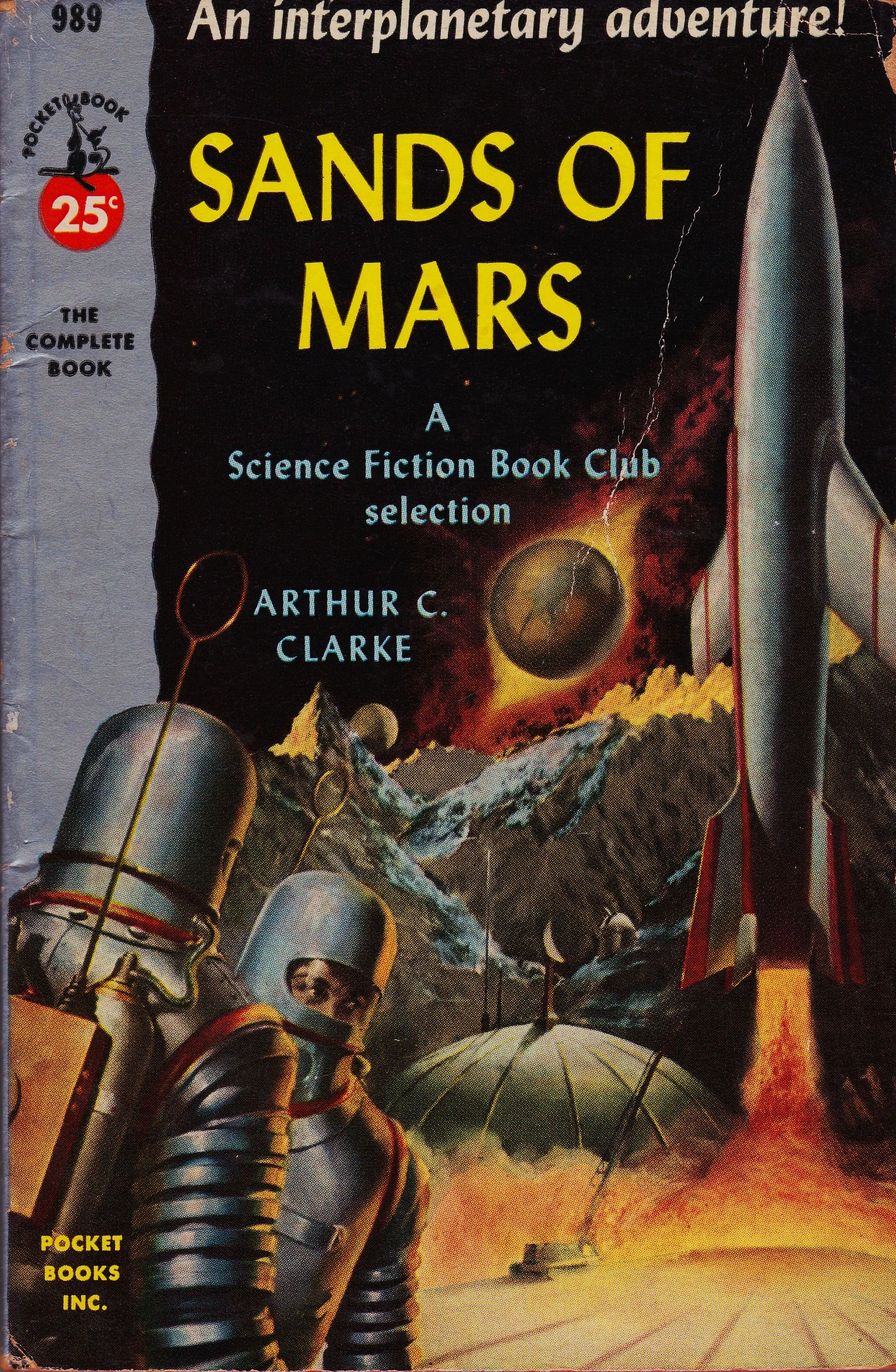
Обложка романа «Пески Марса» (издание 1954 года)

7 октября 1946 года Кларк поступил на естественнонаучное отделение Королевского колледжа, так как на отделении астрономии Университетского колледжа не оказалось мест. Для получения степени бакалавра он выбрал три предмета — чистую математику, прикладную математику и физику. Поселился отставной флайт-лейтенант в семье Тейлоров на Олл-Соулс-авеню в доме № 72, где прожил следующие два года. Занимался он едва ли не до фанатизма, но при этом восстановил членство в Межпланетном обществе и в том же 1946 году на год был избран его председателем. Кларк активно привлекал новых членов, даже убедил выступить на одном из заседаний Стэплдона, но так не смог найти общего языка с ведущим писателем-фантастом Британии того времени — Клайвом Льюисом. Далее Кларк вступил в Британскую астрономическую ассоциацию и, несмотря ни на что, получил степень бакалавра с отличием первого класса (First Class Honours) всего за два года. Для души студент сконструировал миниатюрный ламповый радиоприёмник, ибо классическая музыка стала вторым его великим увлечением после фантастики. Особенно он предпочитал Рахманинова, Паганини, Элгара и Грига. В своих пристрастиях Артур не замыкался и затем полюбил The Beatles и Pink Floyd.
Поступив в магистратуру по астрономии, А. Кларк продолжал писать. За годы, проведённые в колледже, свет увидели два рассказа, один из которых — «Пришествие ночи». После первого семестра Кларк отчислился и по рекомендации декана получил должность помощника редактора в журнале Physics Abstracts — одном из базовых реферативных журналов по естественным наукам. Новоиспечённый редактор сам охотно писал рефераты и включил в индекс издания направление «астронавтика», но в итоге проработал меньше года. Убедившись, что «доход от досуга», то есть фантастических и научно-популярных публикаций, превышал отдачу от постоянной работы, Кларк принял решение стать профессиональным писателем. В 1950 году он подписал договор с издательством Temple Press на научно-популярную книгу «Межпланетный полёт». Книга имела большой успех, была переиздана в США. Астроном Карл Саган признавал, что именно «Межпланетный полёт» направил его развитие по пути науки. Ранее, в 1949 году, Артур Кларк за двадцать дней написал свой первый роман «Прелюдия к космосу», но на его опубликование ушло четыре года. В 1950 году Артура впервые пригласили на телевидение с двадцатиминутным выступлением в программе «Четвёртое измерение». Познакомившись с фэном Майклом Уилсоном, который ранее служил во флоте, Кларк заинтересовался подводным плаванием и впервые погрузился в Ла-Манш с аквалангом. Осенью 1951 года вышла первая художественная книга — роман «Пески Марса», который в следующем году снискал тёплый приём в США. Обозреватель «The New York Times» отметил «спокойный реализм», присущий повествованию британского фантаста.

#### США и женитьба

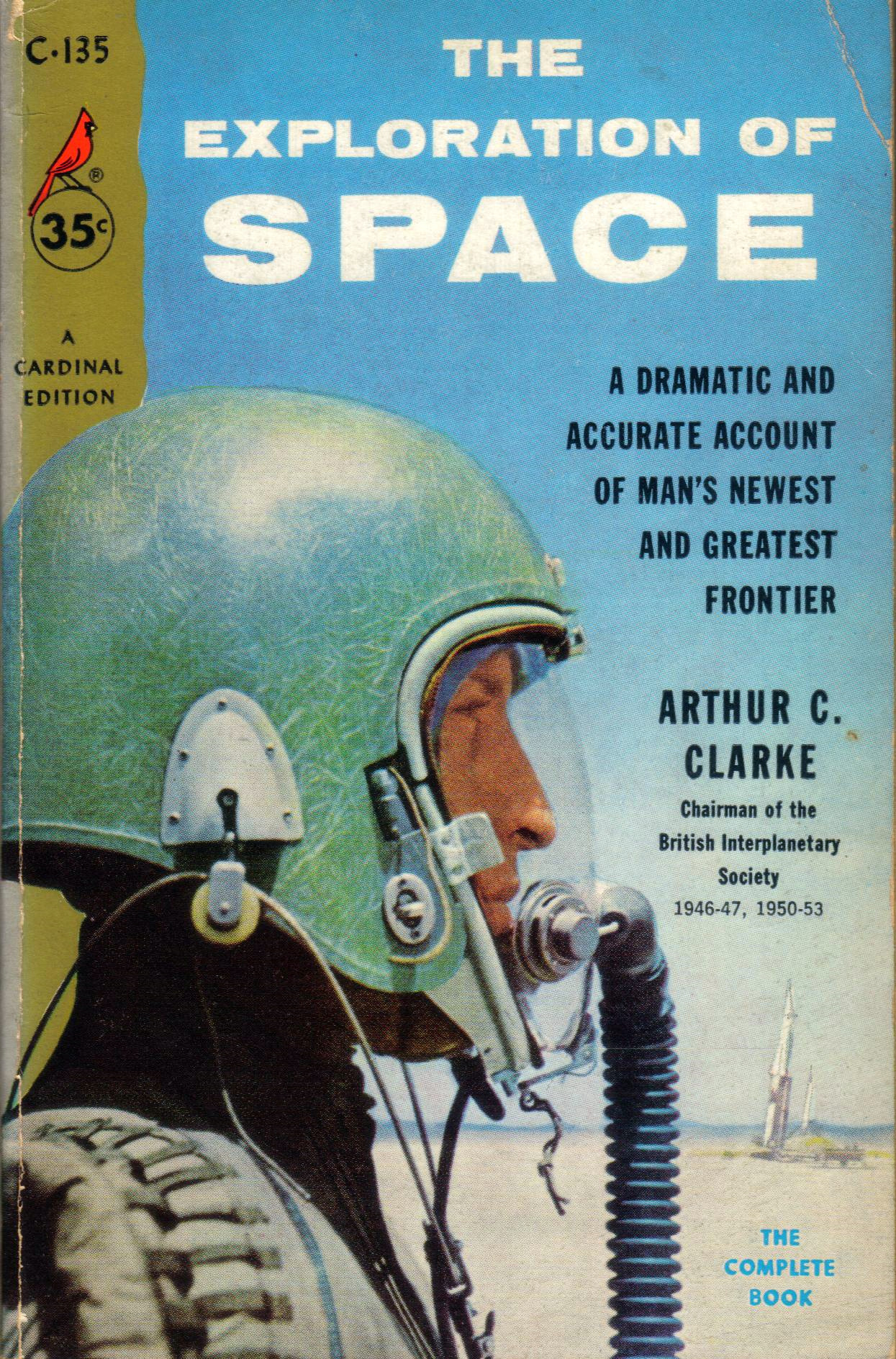
Обложка научно-популярной книги А. Кларка «Исследование космоса»

В 1952 году клуб «Книга месяца» выкупил права на научно-популярную книгу «Исследования космоса» за 50 000 долларов (574 000 в ценах 2023 года), что стало заслугой американского агента Скотта Мередита. Тогда же Артура во второй раз избрали председателем Британского межпланетного общества. 20 апреля 1952 года британец в первый раз отправился в Нью-Йорк на борту лайнера «Куин Мэри», по пути выиграв судовой чемпионат по настольному теннису. Помимо множества выступлений в СМИ и на телевидении, Кларк совершил поездку для продвижения продаж «Песков Марса» и даже побывал на неофициальном фантастическом Мидлвестконе в Огайо, где свёл знакомство с Робертом Блохом, «Доком» Смитом, Харланом Эллисоном и издателем фэнзинов Йеном Макалеем. В июне англичанин съездил в Колорадо-Спрингс, где тогда проживал с женой Роберт Хайнлайн; фантасты поднялись на Пайкс-Пик и спустились в золотую шахту. Хайнлайн же организовал неофициальный визит на секретный полигон Уайт-Сэндс, где писатели застали Клайда Томбо. Очень плотным оказался график поездки в Лос-Анджелес, где английский фантаст побывал в исследовательских лабораториях Беркли и поднялся на Маунт-Паломар к гигантскому звёздному телескопу. В Голливуде Артура принял продюсер-фантаст Джордж Пал, работавший тогда над фильмом «Война миров». Произошло знакомство и с Рэем Брэдбери.

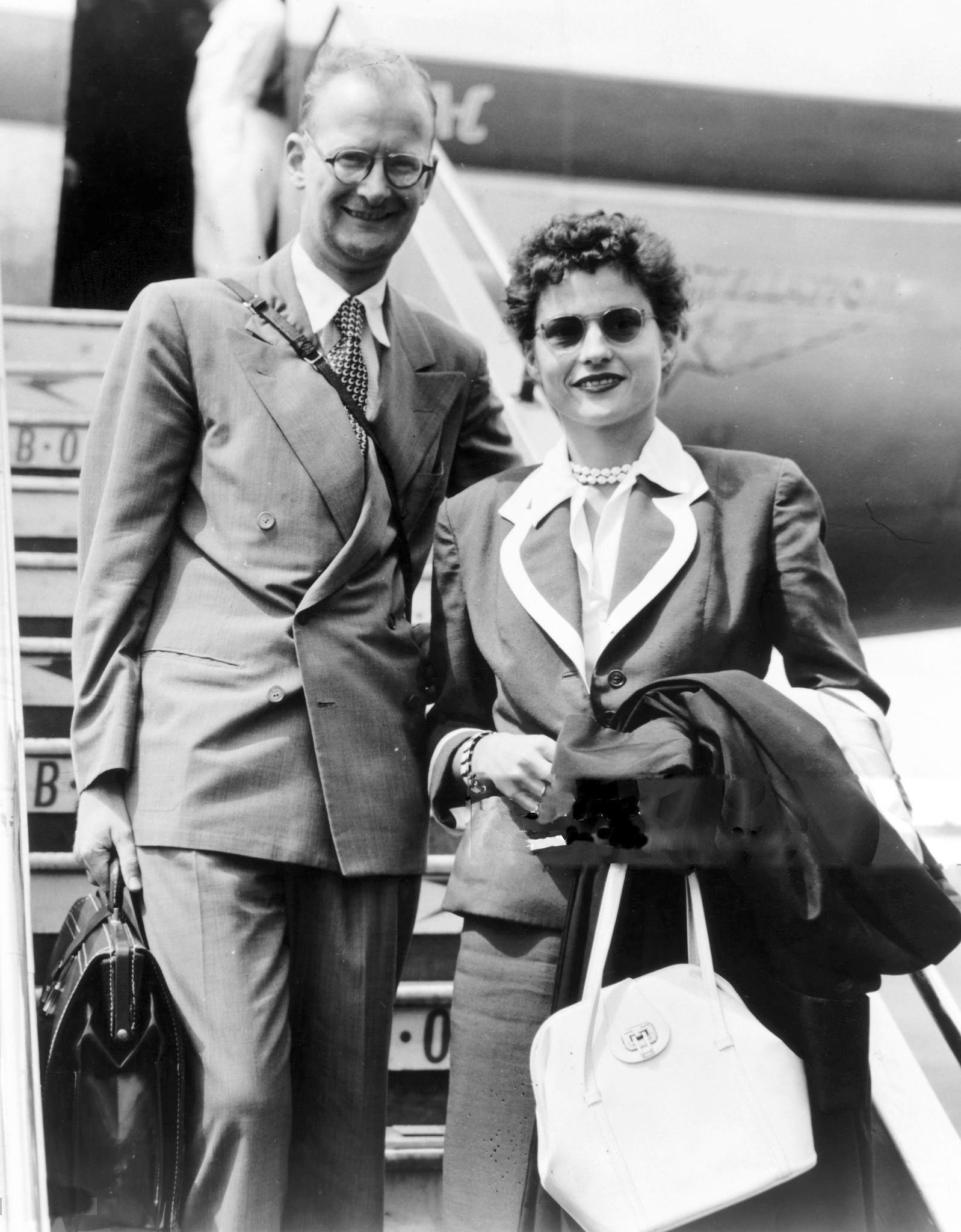
Артур Кларк с женой Мэрилин перед вылетом из США в Великобританию. Фото июня 1953 года

После возвращения в Британию Кларк обосновался у брата Фреда в доме № 88 на Найтингейл-роуд, где ему выделили две комнаты на верхнем этаже, а жена Фреда Дороти вела общее хозяйство. Этот дом оставался лондонским пристанищем Артура вплоть до 1980-х годов, а Дороти даже после развода с Фредом служила ему бессменным секретарём и агентом, тем более что она имела профессиональную квалификацию секретаря. Родственники вспоминали, что Кларк был совершенно равнодушен к быту, и нуждался в постоянной заботе. Вставал он около половины седьмого утра, после завтрака просматривал почту и газеты, и с девяти часов запирался в кабинете, занятый литературной работой. С перерывом на обед он работал до пяти или шести пополудни, по вечерам читал или слушал музыку. Сразу по прибытии в Лондон Артур взялся за роман «Конец детства», первый черновик которого датирован 19 декабря 1952 года. Завершив роман и передав рукопись Мередиту, в апреле 1953 года Кларк вернулся в США, где продал права на свои произведения фирме Ballantine Books, руководителям которой посоветовали «принимать у него всё, что он может предложить». Из Нью-Йорка Кларк полетел в Тампу, где впервые нырял с аквалангом в тропических водах и побывал на Ки-Ларго. 28 апреля англичанин познакомился с Мэрилин Мэйфилд, разведённой администраторшей клуба, где поселился Артур. Кларк описывал дальнейшее как «спонтанное возгорание»: 15 июня они зарегистрировали брак в мэрии Нью-Йорка. Сама Мэрилин описывала Артура как «настоящего денди». Супруги провели свой медовый месяц в горах Поконо в Пенсильвании, где Артур срочно вычитывал корректуру «Конца детства». Довольно скоро выяснились последствия скоропалительного брака: у Артура и Мэрилин вообще не было общих интересов, а в «умственном отношении ей было трудно за ним угнаться». Британские родственники сердечно приняли Мэрилин, однако в Лондоне кризис только усугубился: новоиспечённая миссис Кларк привыкла находиться на людях, тогда как работа и хобби Артура не предполагали шума и компании. Начались скандалы. Кроме того, писатель хотел стать отцом, а Мэрилин, у которой уже был сын от предыдущего брака, сообщила Кларку после свадьбы, что она больше не может иметь детей из-за неудачной операции после родов. В ноябре последовал окончательный разрыв, Мэрилин улетела в Париж, а оттуда — в Майами. Впоследствии сам Кларк заявил, что не был создан для жизни женатым, но искренне считает, «что каждый должен хоть раз побывать в браке. Мы просто оба выбрали не того человека». Во время третьего пребывания в США Артур подал заявление на развод, однако все юридические процедуры завершились лишь в 1964 году.

#### Доминион Цейлон

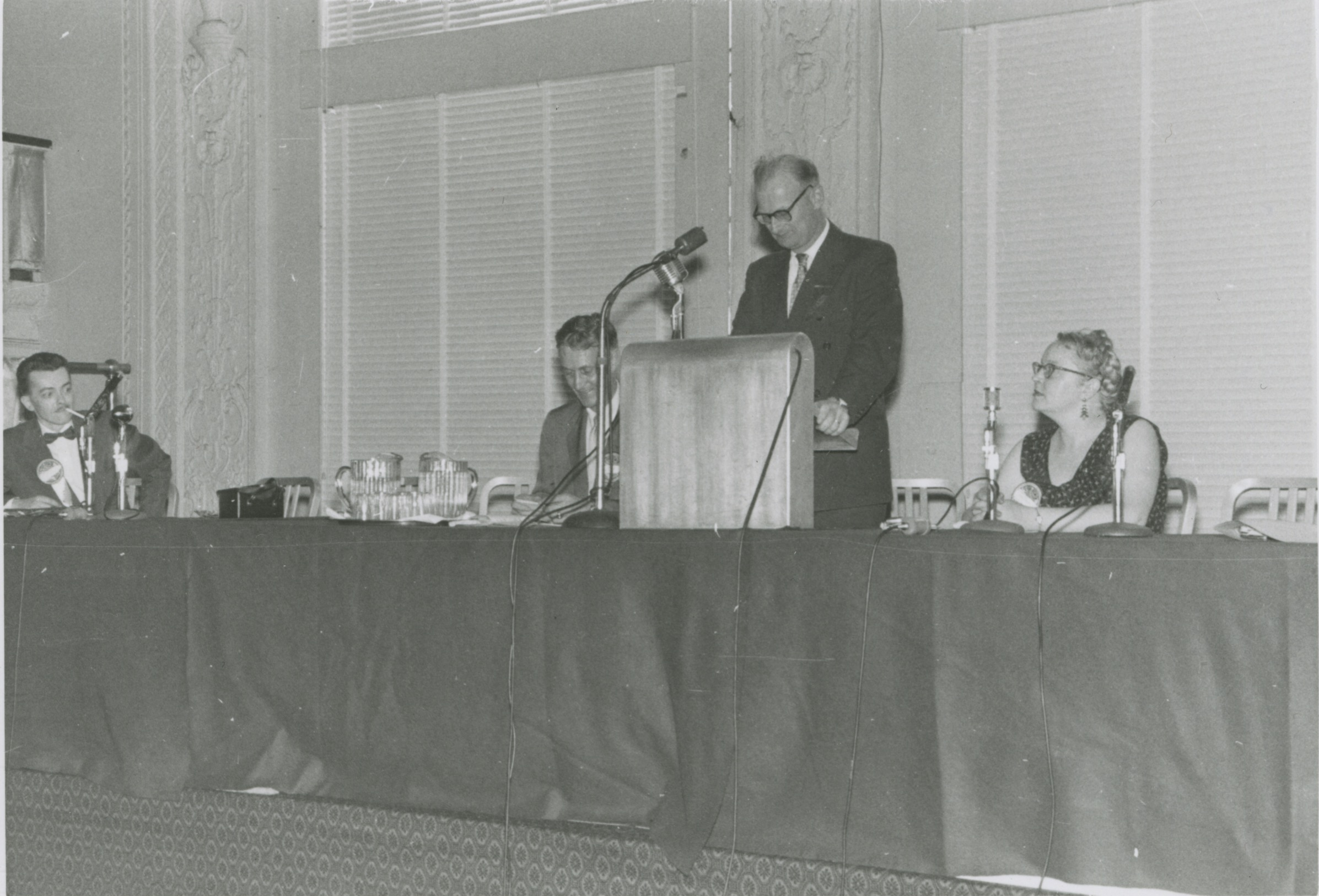
Выступление А. Кларка на Международном фантастическом конвенте 1956 года

Летом 1954 года А. Кларк был приглашён как координатор на третий международный симпозиум по космонавтике, на котором познакомился с Гарри Векслером (директором отдела науки Бюро погоды) и Вернером фон Брауном. Векслер по инициативе Кларка прочитал доклад об использовании искусственных спутников Земли для предсказания погоды. Писатель также побывал на первой конференции по проекту «Орбитер» — практической реализации вывода аппарата на околоземную орбиту. Фон Браун стал многолетним другом Кларка по переписке и тоже увлёкся подводным плаванием, получив сертификат ныряльщика. Одновременно Артур принял приглашение Майкла Уилсона в подводную экспедицию на Большой Барьерный риф. Долгий морской переход до Австралии Кларк использовал для переработки юношеской повести «Да не опустится тьма», а также прочитал «Властелина колец», который оценивал высоко. По пути писатель впервые побывал в Коломбо (пароход «Гималаи» зашёл в этот порт 12 декабря). Собственно путешествие на Риф для Уилсона и Кларка началось 23 марта 1955 года и продолжалось до октября. Во время экспедиции писатель не оставлял фантастики и написал рассказ «Звезда», который большинство потенциальных издателей сочли богохульным. В итоге он был принят в том же 1955 году фэнзином Infinity Science Fiction за 80 долларов. Главная база располагалась на «Острове Цапли», который стал местом действия романа «Большая глубина», навеянного впечатлениями от экспедиции. Далее Кларк и Уилсон задержались в Нью-Йорке, продавая полученные фотографии и другие материалы; на 1956 год был запланирован выпуск романа «Город и звёзды». Тогда же Кларк и Уилсон решили перебраться в Доминион Цейлон на постоянное место жительства. Перед отъездом с Артуром познакомился 17-летний журналист Майкл Муркок, который участвовал в выпуске фэнзина «Новые миры», основанного Кларком и Джоном Уиндэмом. Перед отъездом Артур купил «Лендровер» и камеру для подводных съёмок, а по ходу движения парохода («Оркады» Peninsula and Oriental Lines) смог посетить Помпеи и навестить сестру Мэри, служившую в офицерском госпитале Адена.
С января 1956 года Кларк и Уилсон снимали квартиру в пригороде Коломбо Бамбалапита, опекаемые Родни Джонклаасом — сотрудником цейлонского министерства рыболовства. В стоимость аренды (90 долларов в месяц) входили услуги повара-слуги. Как отмечал Кларк, слуга экономил чуть ли не больше денег, чем получал жалованья, поскольку, будучи коренным цейлонцем, умел торговаться и при нём не завышали цен. Повар готовил британские блюда, ибо к местной острой кухне Артур так никогда и не приспособился. Если Кларк в основном занимался фантастикой, то Уилсон вынашивал планы не только подводных съёмок, но и поиска затонувших кораблей с сокровищами. Ему помогал портовый инспектор Дж. Эберт, который знал положение всех судов, затонувших за последнее столетие у Цейлона. Впечатления от погружений образовали книгу-альбом «Рифы Тапробэйна» с цветными видами Уилсона, а также продвинули работу над «Большой глубиной». В мае 1956 года Кларк окончательно принял решение обосноваться на Цейлоне, зарабатывая деньги в США; он отмечал, что по сравнению с Англией чувствует себя в тропиках свободным. Осенью Кларк познакомился с Гектором Эканаяке, сингалезцем-спортсменом — боксёром и ныряльщиком. До конца жизни Кларк сделался членом большого семейства Эканаяке. В США Кларк оказался почётным гостем Всемирного конвента фантастов и далее до весны 1957 года выступал с лекциями в 13 штатах, в основном просветительского содержания. Например, Кларк крайне резко выступал против увлечения НЛО. Запуск первого спутника 4 октября 1957 года застал писателя на конференции Международной федерации космонавтики в Барселоне, и он немедленно отправил поздравительную телеграмму президенту АН СССР. Во время лекционного тура по США в 1958—1959 годах А. Кларк провёл Рождество с А. Азимовым, познакомился с огромным числом известных людей, в том числе Жаком-Ивом Кусто.

#### Болезнь и «Космическая одиссея»

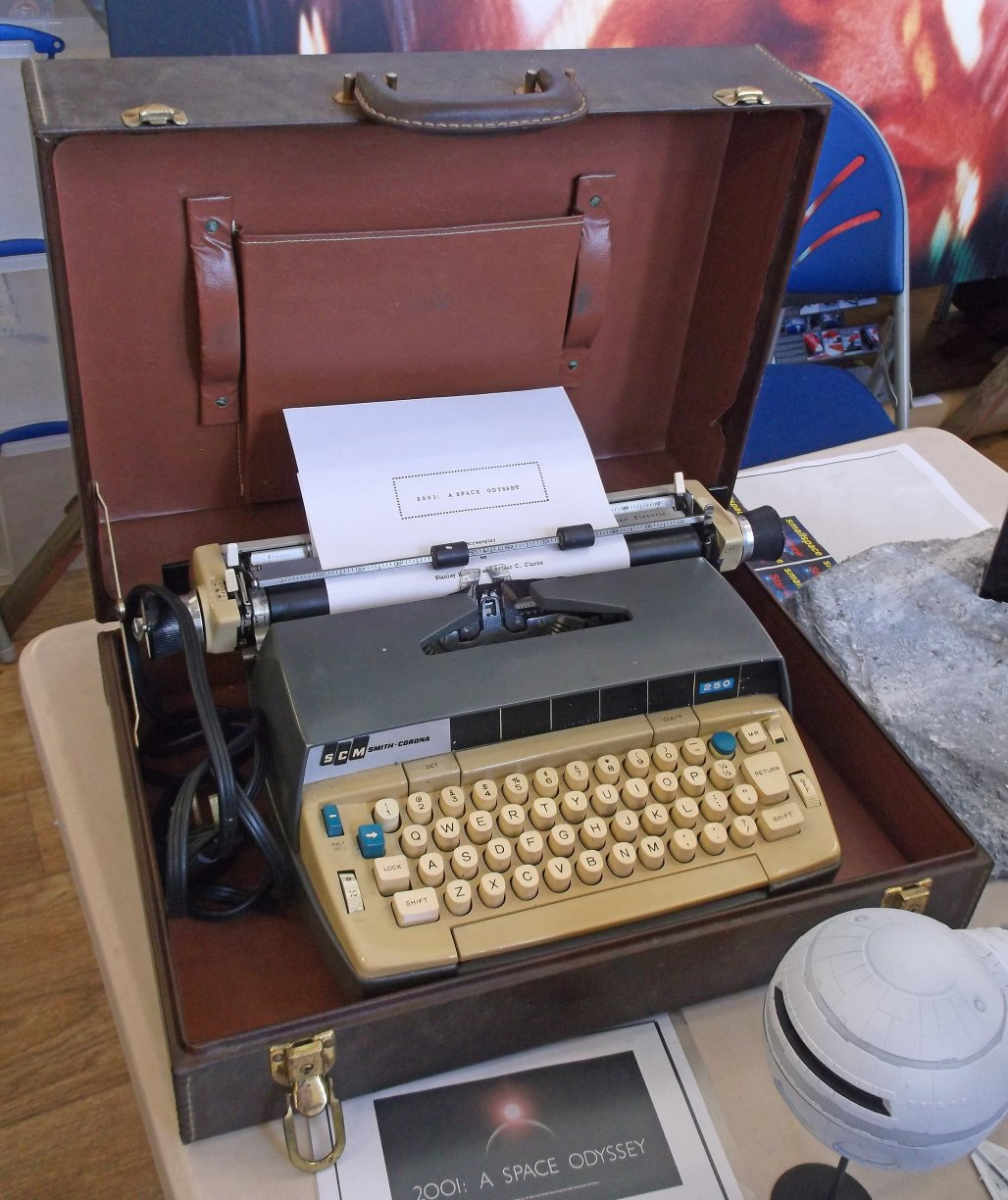
Пишущая машинка Артура Кларка

1960 год начался для Кларка напряжённо: огромные средства были вложены в новый дом в Коломбо, автомобиль, оборудование для подводного плавания, тогда как фирма Уилсона-Кларка-Эканаяке приносила крайне нерегулярную прибыль и приходилось платить большие налоги. Наибольшие гонорары в тот период предлагал журнал «Плейбой», с которым впервые стал сотрудничать Артур. Писателю никак не давались автобиографическая повесть о военной службе и роман «Земная империя», задуманный в начале пятидесятых. Для заработка пришлось срочно написать роман «Лунная пыль», на который не было предзаказа. Это совпало с успехом первого цветного фильма Уилсона — рекламной короткометражки о красотах Цейлона. Весной 1960 года Кларк и Уилсон интенсивно вели подводные съёмки, спеша закончить второй фильм. 22 марта они совершенно случайно наткнулись на рифах на старую пушку, а вскоре нашли затонувший корабль, на котором обнаружились серебряные монеты — рупии, спаявшиеся в ком в форме давно истлевшего мешка. Сам Артур в то время интенсивно писал книгу «Черты будущего» и нанял адвоката для оформления находок. Предварительный вес обнаруженного серебра составил 115 фунтов (52,16 кг). Монеты относились к 1702 году, и их стоимость по весу составляла тогда около 1500 долларов (15 000 в ценах 2023 года); Кларк, помимо уведомления цейлонских властей, сообщил о находке в Смитсоновский институт, предложив долю. Находка была описана в книге «Сокровище Большого рифа». Вскоре пришли известия о разводе брата — Фреда Кларка, и одному из друзей Артур жаловался, что все в их семье неудачливы в браке. Весной следующего, 1961 года Кларк радовался первому космическому полёту Гагарина и далее уловил на коротких волнах сообщения первого астронавта Шепарда («это склонит русских к бо́льшей открытости»). Далее Кларк был делегатом Международного конгресса по астронавтике в Вашингтоне, на котором впервые лично встретился с Хьюго Гернсбеком и главой советской делегации академиком Л. И. Седовым. Далее он переехал в Нью-Йорк на конференцию Американского ракетного общества, где вице-президент Джонсон объявил, что передачи токийской Олимпиады 1964 года будут транслироваться через космос. Это была инициатива Кларка, которую пролоббировал председатель секции, где он выступал, — директор Лаборатории реактивного движения Уильям Пикеринг. С Юрием Гагариным Кларк совершенно неожиданно для себя встретился в Коломбо 6 декабря 1961 года, во время визита космонавта на Цейлон.
В феврале 1962 года Кларк ударился головой о притолоку лавки — казалось бы, отделавшись лёгкой ссадиной. Однако той же ночью произошёл приступ, сопровождаемый тошнотой, далее наступил паралич и крайняя затруднённость дыхания. После нескольких дней в больнице вернулась подвижность одной половины тела, но дышать без затруднений было возможно только при полном покое, выговорить более двух-трёх слов без одышки было невозможно. Проведя шесть недель в частной клинике, беспомощный Кларк был выписан домой, где оказался на попечении Гектора Эканаяке и мужчин-сиделок. Диагноз был неопределённым, врачи полагали, что состояние писателя — следствие травмы позвоночника. Состояние Кларка ставило под вопрос писательские перспективы и планы нового фильма Уилсона, поэтому Артур начал преодолевать себя и к июлю уже передвигался на костылях. Его стимулировала перспектива присутствовать на вручении Премии Калинги, которой он удостоился. Когда писатель оказался в состоянии сидеть и писать, он немедленно начал повесть «Остров дельфинов», которую закончил очень быстро и которая получила приз Гильдии литературы для юношества. Фильм Уилсона на сингальском языке стал первым цветным кинопроектом Цейлона и имел на острове большой успех, окупив расходы на катер, камеры и новое подводное оборудование. Кларк всё-таки долетел до Дели за премией Калинги и произнёс благодарственную речь, а далее на шесть недель поехал в Англию на обследование, где ему был поставлен диагноз «полиомиелит». Кларк в переписке с С. Московицем заявил, что будет придерживаться цейлонского диагноза, и поставил себе цель к 1963 году вновь заниматься погружениями на корабль, обнаруженный им с Уилсоном. Первое погружение он, несмотря на слабость, совершил 14 апреля. В экспедиции участвовал подводный археолог Питер Трокмортон, и удалось отыскать ещё один клад, доведя общий вес найденного серебра до 350 фунтов (158,75 кг). В сентябре Кларк лично сопровождал часть находок в Британский музей. В том же 1963 году вышли «Черты будущего», где был сформулирован первый из «Законов Кларка» (остальные два добавились в издании 1984 года, но они изложены на разных страницах, без последовательности).

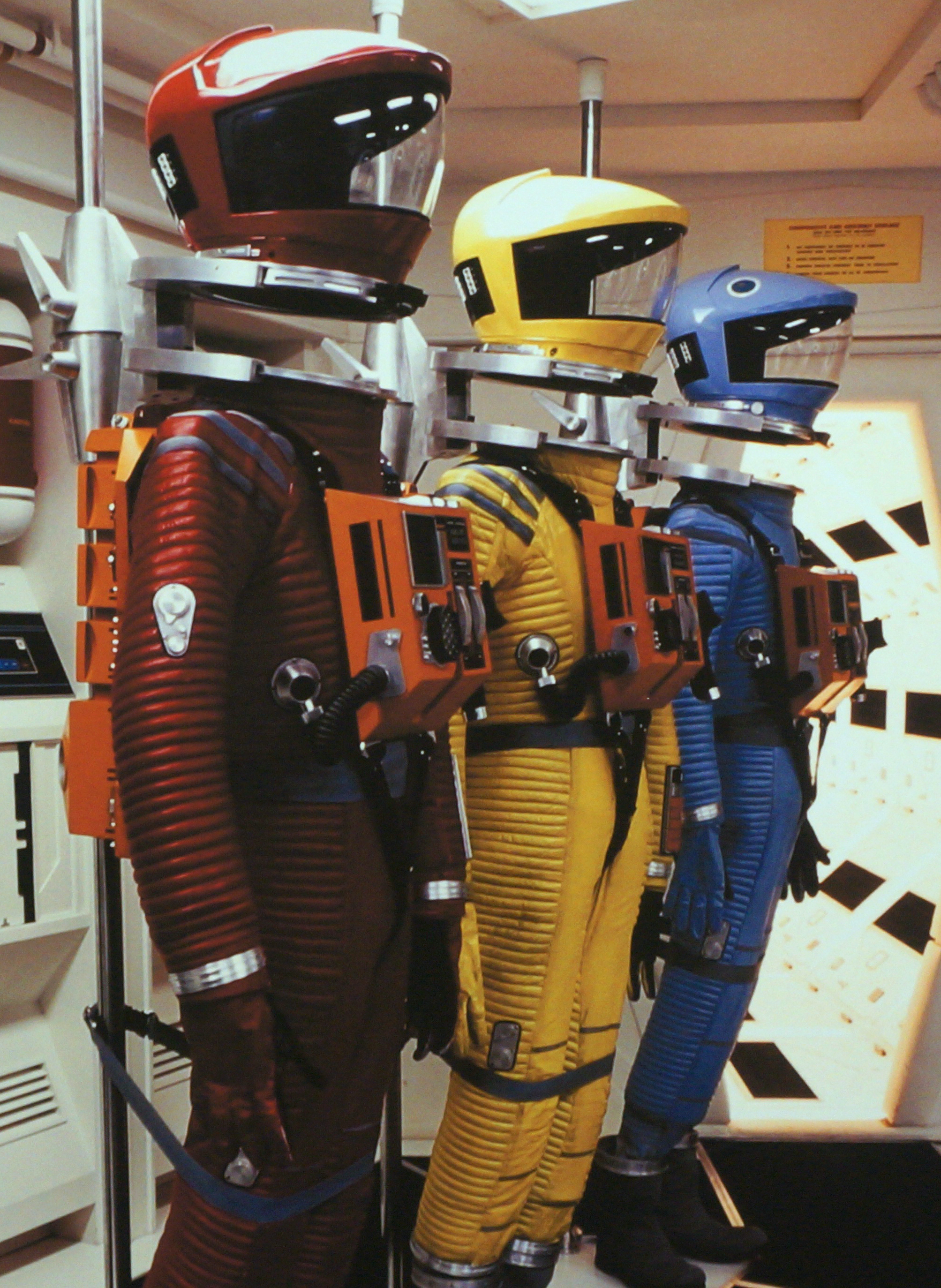
Скафандры из фильма «Космическая одиссея 2001 года» на выставке реквизита для съёмок. Музей искусств округа Лос-Анджелес

К началу 1964 года Стэнли Кубрик обдумывал начало нового кинопроекта, который должен был являться в буквальном смысле «внеземным». Агент Кларка Скотт Мередит был знаком с режиссёром ещё с начала 1960-х годов, и предложил ознакомиться с произведениями фантаста, а Кубрик написал Артуру на Цейлон. Кларк, будучи любителем кино, видел кубриковскую «Лолиту» и быстро заинтересовался сотрудничеством. В качестве исходной точки для сценария был предложен рассказ «Часовой», в котором инопланетяне на заре геологической истории оставили детектор разумной жизни. Личная встреча режиссёра и писателя состоялась 22 апреля 1964 года в Нью-Йорке, причём, по свидетельству Кларка, Кубрик с самого начала представлял, чего добивается — истории о взаимоотношениях человека и Вселенной. Договор на производство «Космической одиссеи 2001 года» со студией MGM был подписан 14 января 1965 года, а совместный «мозговой штурм» Кубрика и Кларка не прекращался до самого выпуска фильма в прокат, параллельно Артур стал превращать сценарные идеи в роман. Главной его концепцией стало косвенное присутствие инопланетян как в тексте, так и на экране, ибо, «если изобразить внеземлян, они всё испортят». Проведя год в США, Кларк на некоторое время вернулся на Цейлон, а далее в сентябре 1965 года переехал в Лондон, где должны были начинаться съёмки. Работа на площадке началась 29 декабря 1965 года в Шеппертоне. К тому времени ещё не было финала, первый черновик которого Кларк предложил 17 января 1966 года. Писателя раздражало, что Кубрик запрещал ему подписывать контракт на книгу, так как Артур хотел выпустить новый роман ко времени окончания фильма; разрешение в итоге ему удалось получить только в 1968-м. После первых показов и выпуска фильма на большой экран в марте — апреле 1968 года последовали прямо противоположные отзывы на произведение. Сам Кларк более всего ценил отзыв Алексея Леонова, которому показывал «Космическую одиссею 2001 года» в Вене в августе 1968 года, когда они оба были приглашены на конференцию ООН по мирному исследованию космоса. Леонов сообщил, что «как будто бы во второй раз вышел в космическое пространство». Экипаж «Аполлона-8» смотрел этот фильм перед стартом. Фильм в итоге номинировался на четыре награды Американской киноакадемии, в том числе за лучший оригинальный сценарий (Кубрик и Кларк шли как соавторы), получив награду за лучшие визуальные эффекты. Права на роман «2001: Космическая одиссея» были куплены за 130 000 долларов «Новой американской библиотекой», и в первый год разошлось более миллиона экземпляров книги в мягкой обложке.

#### Высадка на Луну. Ланкийское гражданство

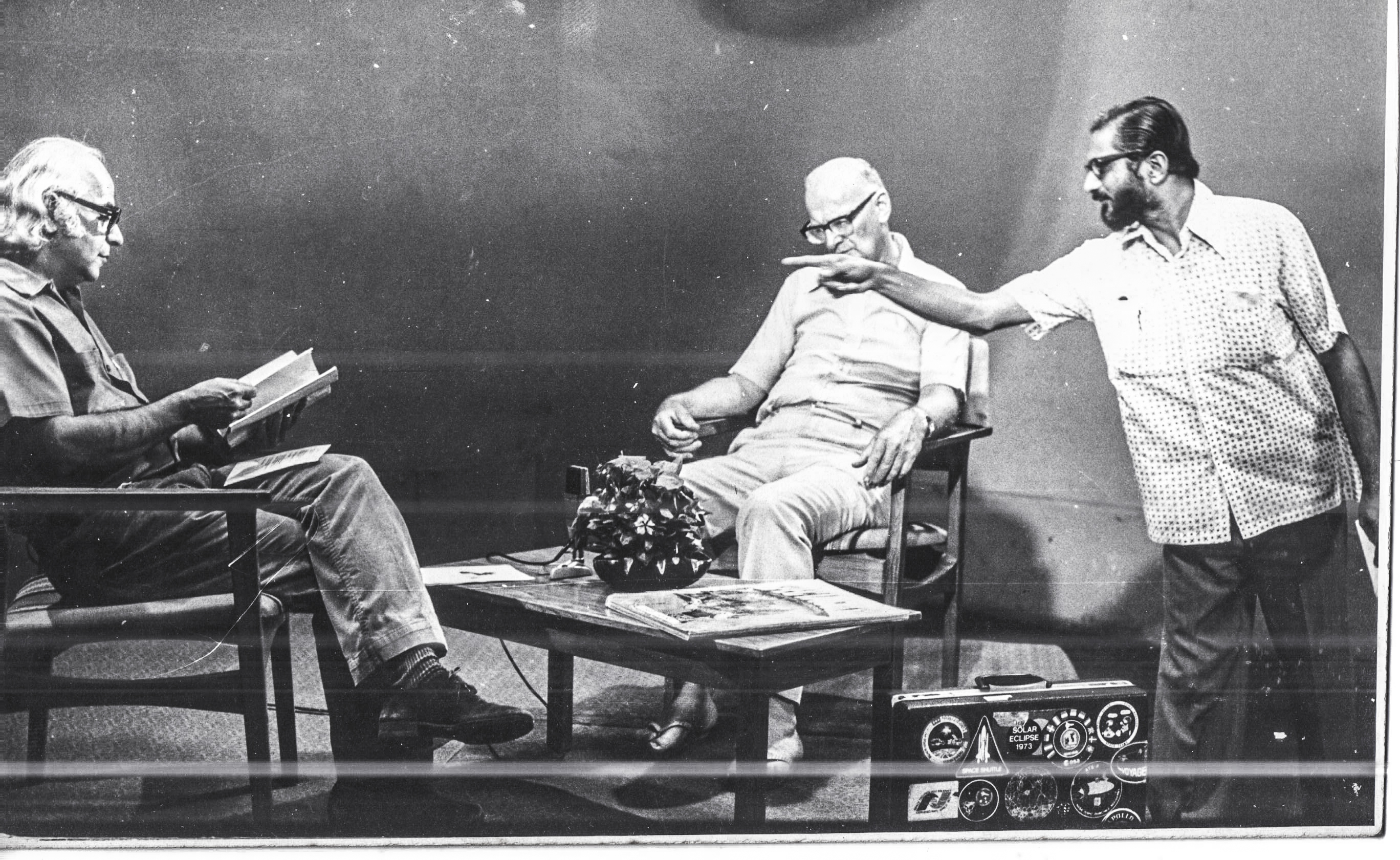
Артур Кларк (в центре) в телестудии с индийскими писателями Баради, Хаасмукх (справа) и Яшпалом (слева)

Осенью 1968 года Артур Кларк вернулся на Цейлон, испытывая сильную усталость от трёхлетней работы над фильмом. Он даже отказался от приглашения на запуск «Аполлона-8» и слушал репортажи по радио, ибо на острове отсутствовало телевидение: вещание на зону Индийского океана через спутник Intelsat III началось только через год. В 1969 году Кларк принял приглашение на Всемирный симпозиум по научной фантастике в Рио-де-Жанейро, на котором, как выразился историк фантастики Сэм Московиц, «его кормили и питали его Эго». Гостем на симпозиуме был Фриц Ланг, общение с которым произвело на Кларка наибольшее впечатление.
Благодаря тележурналисту Уолтеру Кронкайту Артур Кларк был привлечён к программе ведения прямых репортажей о трёх лунных экспедициях — «Аполлон-11», «Аполлон-12» и «Аполлон-15», чем снискал себе огромную популярность. Трансляция CBS «Человек на Луне» в 1969 году продолжалась 46 часов, а постоянным комментатором вместе с Кларком выступил астронавт Уолтер Ширра. В одном из интервью Кларк вспоминал, что во время передачи его более всего поразило, что студийный техник, пока шла высадка Олдрина, читал газетные отчёты о скачках. После окончания выхода на лунную поверхность в студию пригласили Роберта Хайнлайна, который вместе с Кларком и Кронкайтом обсуждал будущее космических исследований. Далее Кларк комментировал и миссию «Аполлона-12», за которой последовало лекционное турне. После возвращения на Цейлон писатель заболел и довольно долго восстанавливался. После его выздоровления астронавты «Аполлона» специально совершили поездку на остров, чтобы лично познакомиться с Кларком и принять участие в погружении на коралловом рифе.
В 1970 году Артура пригласили на международную конференцию по научной фантастике в Токио: делегацию США возглавлял Фредерик Пол, Англии — Брайан Олдисс, а Кларк считался представителем всего человечества. Председателем конференции стал Сакё Комацу. Во время попытки переворота и введения чрезвычайного положения на Цейлоне в апреле 1971 года Кларк находился в Калифорнии в гостях у четы Хайнлайнов, а затем вместе с Кронкайтом освещал высадку «Аполлона-15». Позволили ему присутствовать и на приводнении астронавтов. Далее в связи с успехом марсианского полёта «Маринера-9» в Пасадене организовали конференцию, гостями на которой были Кларк, Карл Саган и Рэй Брэдбери. В своём докладе Артур восхвалял Эдгара Берроуза, который, по его словам, «обратил» Кларка к фантастике и который является сильно недооценённым писателем. Немало тёплых слов досталось и «великому мифотворцу и пропагандисту» Персивалю Лоуэллу, тем более что Кларк побывал в его обсерватории и наблюдал Марс в 26-дюймовый телескоп. Во время американского турне 1973 года Кларк едва не погиб при погружении без акваланга на Сент-Томасе (там проходила конференция «Море — космос»). Это не побудило фантаста к осторожности, и далее он отправился на конвент IBM в Акапулько, где летал на параплане. В том же 1973 году вышел роман «Свидание с Рамой», удостоенный огромного числа наград и высоко оценённый Азимовым, Брэдбери и Гербертом.
В июне 1975 года Артур Кларк получил гражданство Шри-Ланки. До этого года длительные лекционные турне и поездки, которые могли длиться от нескольких месяцев до нескольких лет, диктовались и уклонением от налогов. Указом президента Шри-Ланки писатель был объявлен «желанным гостем» и получил право не платить местных налогов на недвижимость, морской катер и прочее. Для Кларка также потребовалось оформить статус нерезидента США, из-за чего он более полутора лет не посещал Соединённых Штатов. Налоговый статус позволил Артуру купить для себя и своего ланкийского семейства большой дом на Барнс-плейс, ранее принадлежавший матери англиканского епископа. В июле Кларка срочно вызвали в Америку, так как его участие требовалось Кронкайту для освещения миссии «Союз — Аполлон». На Рождество Кларк пригласил в Коломбо свою 82-летнюю мать, которая, однако, сломала бедро, что потребовало операции и длительной реабилитации. Тогда же произошёл конфликт между бессменным другом и управляющим Кларка Гектором Эканаяке и Майклом Уилсоном, который за четверть века отношений с Артуром привык к постоянной финансовой подпитке. Ещё с 1960-х годов Уилсон с женой и детьми жил отдельно от Кларка, и в конце концов их дружба охладела. Поскольку Нора Кларк никак не могла восстановиться во влажном тропическом климате, в начале 1976 года приехал брат Фред, который решил продать лондонскую недвижимость и переехать вместе с матерью в Сомерсет. Также было решено провести полную замену сустава. В том же году права на перевод и издание «Свидания с Рамой» были приобретены СССР, и этот роман стал первой фантастической публикацией, осуществлённой после присоединения Советского Союза к Всемирной конвенции об авторском праве. Права достались издательству «Мир», все дела вёл агент Кларка Эндрю Нюрнберг, а весь процесс занял около полутора лет. Гонорар за пятидесятитысячный тираж составил 1944 фунта стерлингов, что Кларк счёл весьма выгодной сделкой, пока не узнал, что налог составит 30 %, не считая двадцатипроцентного комиссионного отчисления.

### Последние десятилетия (1976—2008)

#### Семидесятые — восьмидесятые

Цейлонское семейство писателя: Валери Эканаяке с ребёнком, Артур Кларк с ручной обезьянкой и Гектор Эканаяке. Фото 1980-х годов

Во второй половине 1970-х годов Артур Кларк резко снизил активность. Роман «Земная империя» несколько раз именовался им финальным, отчисления от публикаций давали устойчивый доход. Некоторые средства приносил клуб подводного сафари, руководимый Гектором Эканаяке и его подругой-австралийкой, заказавшими два 28-футовых катера для ныряльщиков. В 1977 году писатель на короткое время ездил в Бостон, где был награждён премией Брэдфорда Уошберна за вклад в пропаганду науки в среде широкой общественности. На своей новой родине Кларка избрали почётным канцлером Технического университета Моратувы в Коломбо. За пределы Шри-Ланки в 1978 году Кларк вообще не выезжал. На настроение Кларка сильно повлияла гибель друга Лесли Эканаяке: 4 июля 1977 года после ссоры со своей девушкой он разбился на мотоцикле. Даже спустя десятилетие Кларк не оправился от потери и завещал захоронить свой прах рядом с Лесли. Из-за похорон и траура Артур отменил празднование собственного 60-летия, которое должно было состояться в Лондоне. Памяти Лесли Эканаяке посвящён роман «Фонтаны рая», часть действия которого происходит на Шри-Ланке. К тому времени Кларк с пишущей машинки перешёл на текстовый редактор, а в первой половине 1982 года писатель освоил связь с помощью модема, после чего мог пересылать любые поправки в готовящиеся в США и Великобритании издания своих книг, а также вёл оперативную переписку.
В 1980 году Кларк стал известнее благодаря собственной телевизионной программе «Таинственный мир Артура Кларка», к которой далее добавились «Мир странных явлений Артура Кларка» и «Таинственная вселенная Артура Кларка». Связанный контрактами на их производство, Артур даже не смог побывать на похоронах матери, скончавшейся 15 февраля 1980 года в Сомерсете. Съёмочная группа Кларка в это время в Хайдарабаде снимала полное солнечное затмение. В 1981 году в гостях у Кларка в Коломбо побывал Уолтер Кронкайт с женой, которых писатель катал на своём автомобиле на воздушной подушке. Бетси Кронкайт очень хотела увидеть заклинателя змей, и Кларк её не разочаровал, пригласив факира. В 1982 году состоялось путешествие Кларка в Советский Союз, где он познакомился с Юрием Арцутановым — изобретателем космического лифта. В Москве Кларк оказался проездом, когда возвращался в Коломбо после вручения ему премии Маркони, и пробыл в России неделю (14—20 июня). Сопровождал писателя Олег Битов, переводивший два предыдущих романа Кларка, а встречал главный редактор «Техника — молодёжи» Василий Захарченко. Фантаста возили в Звёздный городок, где прошла телевизионная съёмка с космонавтами А. Леоновым, В. Севастьяновым и В. Ляховым (последний ранее побывал у Кларка в Коломбо), а также Г. Береговым. Кларка допустили до тренажёров, где работал совместный советско-французский экипаж. Фантаст совершил короткий визит в Ленинград (там и прошла встреча с Ю. Арцутановым), продолжавшийся два дня. Кларка пригласили в отделение Союза писателей, где он прочитал лекцию про Шри-Ланку и дал часовое интервью для Ленинградского телевидения. Кларка также снимали для передачи «Очевидное — невероятное».

В пятницу 18 июня [в Москве] состоялись две важные встречи — первая с генеральным директором «Интерспутника» Юрием Крупиным, вторая — с заместителем министра связи Юрием Зубаревым. Им обоим я представил проект шри-ланкийского центра спутниковой связи и попросил о поддержке. А вечером мы встретились с двадцатью писателями-фантастами и издателями в Союзе писателей. За ужином я ухитрился обойтись всего одним бокалом вина (это мой оперативный предел).
В середине 1980-х годов Кларк возобновил писательскую активность, опубликовав романы «Песни далёкой Земли» и «Колыбель», а также впервые дал разрешение своему агенту продавать права на использование его имени и некоторых сюжетных идей в произведениях другого автора — Пола Пройсса. В 1985 году Американской ассоциацией писателей-фантастов Кларк был признан Грандмастером «Небьюлы». В 1986 году последовало резкое ухудшение здоровья: писатель не мог держать равновесие, с трудом передвигался и быстро утомлялся. В лондонском Национальном центре заболеваний нервной системы ему поставили диагноз «боковой амиотрофический склероз», дав не более пятнадцати месяцев жизни. Когда этот прогноз не оправдался, в 1988 году Кларк прошёл обследование в медицинском центре Джона Хопкинса в Балтиморе, где ему установили постполиомиелитный синдром. В перспективе Артуру предстояло пользоваться инвалидной коляской. В одном из интервью он заявил, что его «вдохновляет Стивен Хокинг», а «два пальца, которыми я печатаю, откажут последними». В Коломбо писатель нашёл опытного физиотерапевта и проходил лечение по три раза в неделю, почти вернувшись к обычной жизни. Кларк в течение многих лет был вице-президентом Британской полиомиелитной ассоциации.
В 1986 году Кларк, несмотря на нездоровье, принял приглашение премьер-министра Индии Раджива Ганди прочитать Лекцию Неру, которую посвятил теме «Война в космосе и мир в космосе». Далее писателю устроили спецрейс в Агру, который сильно его утомил, хотя он и признавался, что «Тадж-Махал не перехваливают». Уверенный в близкой кончине, в том же году Кларк передал Британской ассоциации научной фантастики 1000 фунтов стерлингов для учреждения премии за лучший научно-фантастический роман. Первая премия Артура Кларка была вручена в 1987 году Маргарет Этвуд за «Рассказ служанки». В 1987 году на Шри-Ланке началась гражданская война, из-за чего многие поклонники писателя опасались за его жизнь. Жена Гектора Эканаяке — Валери — была австралийкой, и с её подачи семейство приобрело дом в Брисбене, куда можно было эвакуироваться. В конце 1987 года в Коломбо приехал инженер и писатель Джентри Ли, предложивший Кларку работу в соавторстве. В январе 1988 года они разработали общий план романа «Рама II». Артур работал тогда на персональном компьютере Kaypro 2000. При реализации совместных произведений именно Дж. Ли взял на себя всё общение с издательством, редакторами и агентами. К семидесятилетию Кларка 16 декабря 1987 года в Майнхеде была установлена памятная доска на доме, где Артур родился; на церемонии представительствовали его братья Фредерик и Майкл.
Из-за резкого ухудшения политической ситуации на Шри-Ланке Кларк, Гектор, Валери и всё семейство Эканаяке в сентябре 1989 года вынуждены были уехать в Лондон. 25 октября писателю была дана королевская аудиенция в Букингемском дворце, на которую пригласили также Фредерика Кларка и Гектора Эканаяке. Здесь произошло награждение орденом Британской империи «за заслуги перед британскими культурными интересами на Шри-Ланке». Аудиенция тяжело далась Кларку: к концу церемонии он был вынужден опираться на своих спутников, а на следующий день с ним произошёл обморок. С тех пор многие интервьюеры отмечали рассеянность Артура и провалы в памяти. Тем не менее уже 31 октября Артур и Гектор вернулись в Коломбо, так как Кларка пригласили на пятый конгресс Ассоциации исследователей космоса в Эр-Рияд. Председателем конгресса был саудовский космонавт принц Султан, СССР представлял Алексей Леонов. Кларк бодрился, но повсюду его возили в инвалидном кресле.

#### Девяностые

Артур Кларк в своём кабинете. Фото 2005 года

Состояние здоровья А. Кларка заставляло его неуклонно сокращать активность в последнее десятилетие XX века. 8 мая 1991 года писателю провели урологическую операцию в больнице Университетского колледжа Лондона; возвращение в Коломбо прошло 10 июня. В 1992 году широко отмечалось 75-летие Кларка, ради чего он сам посетил Лондон и Майнхед, настояв на летних торжествах. Тогда же произошла последняя встреча со Стэнли Кубриком. Следующая поездка в Англию состоялась только в 1994 году для съёмок сериала «Таинственная вселенная Артура Кларка», в которых участвовали астронавт Базз Олдрин и Алексей Леонов, а также члены Британского межпланетного общества. В 1996 году Кларк опубликовал роман «3001: Последняя одиссея», который не снискал желаемого успеха. Даже поклонники писателя называли роман «чрезмерно всеохватным» и откровенно затянутым. Биограф Нил Макалир отмечал, что Кларк превратил таинственных создателей монолитов из первого романа в заурядного «бога из машины»; тематически завершающий роман тетралогии «едва ли оправдал» своё место в этом цикле.
В марте 1997 года Кларк чувствовал себя настолько хорошо, что даже совершил погружение под воду в бухте Унаватуна — как оказалось потом, последнее в своей жизни. В 1998 году было официально объявлено о королевском решении присвоить Артуру Кларку титул рыцаря-бакалавра «за служение литературе». Планировалось провести церемонию в Коломбо во время визита принца Чарльза на День независимости Шри-Ланки. Однако за четыре дня до церемонии в британском таблоиде The Sunday Mirror вышел материал о педофилии писателя, который якобы объявил о многочисленных сексуальных связях с мальчиками. Кларк через своего секретаря Рошена Амарсекара передал прошение отложить церемонию «во избежание неловкости» для Принца Уэльского. По мнению Н. Макалира, инициатором этого стал протокольный отдел Его Королевского высочества. При этом на официальной церемонии 4 февраля писатель появился и даже был удостоен короткой встречи с наследником престола. Однако скандал ширился и 30 марта полиция Коломбо провела обыск в доме Кларка и подвергла его самого двухчасовому допросу. 2 апреля было распространено официальное заявление, что трое из четырёх человек, на которых ссылались в публикации The Sunday Mirror, официально сообщили, что вообще не общались с журналистом из этого издания, а четвёртого не удалось отыскать. 6 апреля BBC объявила, что писатель официально очищен от всех обвинений. По данным The Daily Telegraph, The Sunday Mirror впоследствии опубликовал извинение, и Кларк решил не подавать на издание в суд за клевету.
В 1999 году после кончины Стэнли Кубрика Артур Кларк, Гектор Эканаяке и слуга по имени Ленин посетили Великобританию и США. В Лондоне прошла премьера отреставрированной режиссёрской версии «Космической одиссеи 2001 года», а затем Кларк прошёл полное обследование в медицинском центре Джона Хопкинса, где ему подтвердили постполиомиелитный синдром. Электротерапия и вливание гаммаглобулина несколько улучшили мышечный тонус, Кларк даже смог вставать с кресла и встретил журналиста, сидя на диване, закинув ногу на ногу.

#### Двадцать первый век

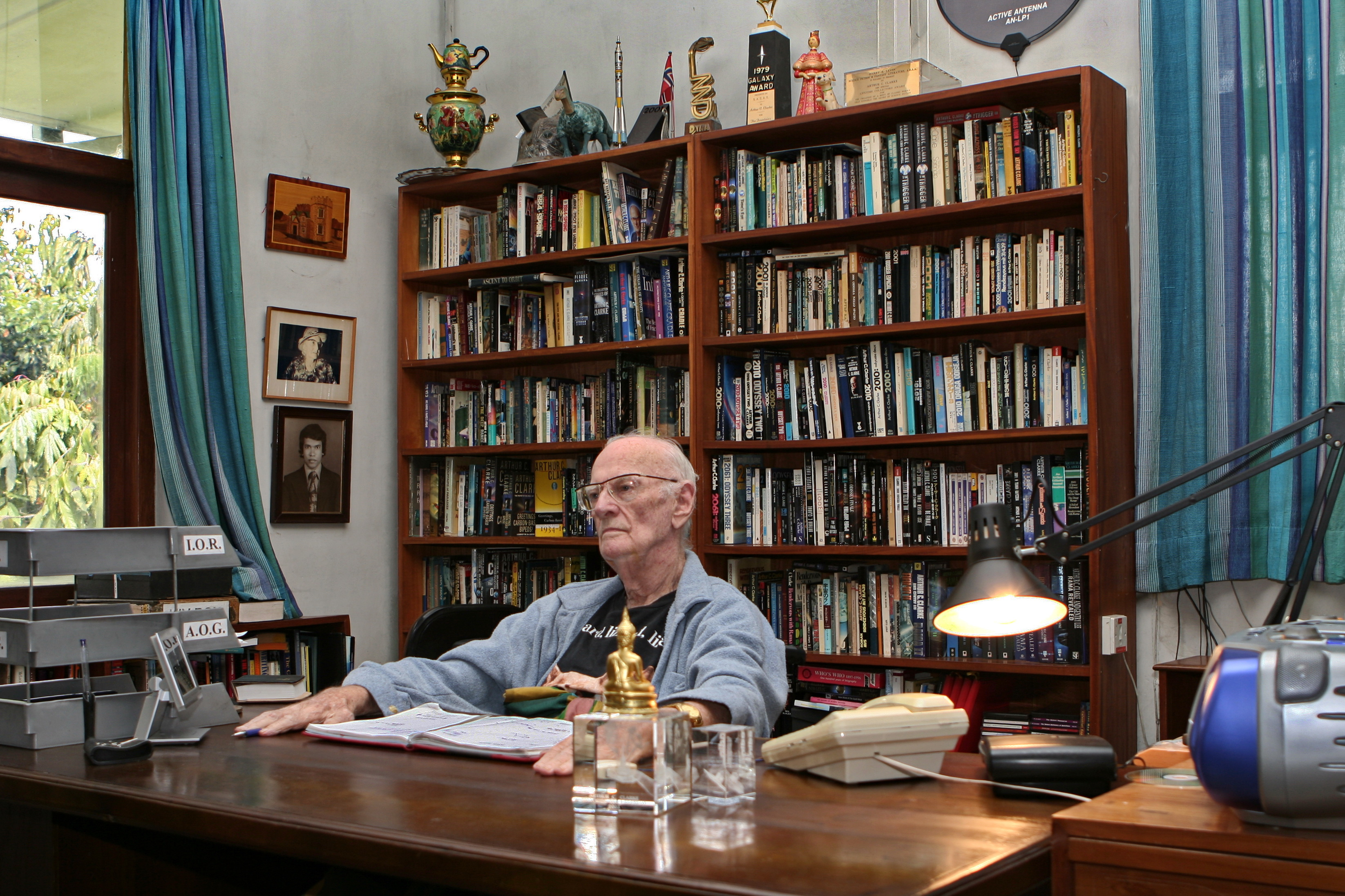
Артур Кларк на фоне своих наград и изданий произведений. Фото 2006 года

С 2000 года Артур сильно сблизился с братом Фредом, который в середине января приехал в Коломбо на три месяца. 26 мая 2000 года в резиденции английского комиссара Линды Даффилд на Шри-Ланке прошла церемония возведения Кларка в достоинство рыцаря-бакалавра; присутствовали в основном члены семейства Эканаяке. Состояние здоровья писателя непрерывно ухудшалось, и он мог участвовать в любых мероприятиях лишь в удалённом режиме. Работа с соавторами над новыми произведениями шла только по электронной почте. С 2004 года с подачи Гектора Эканаяке сэр Артур стал принимать модафинил, который дал видимый эффект: несколько улучшились память и осознанность действий, писатель стал меньше спать и сделался активнее в часы бодрствования. В 2005 году он подвергся операции на правом глазу по удалению катаракты и имплантированию искусственного хрусталика, что позволило вновь начать читать. За этот год Кларк написал две дюжины статей и интервью для прессы, но сил двигать проект романа «Последняя теорема» уже не хватало. Правительство Шри-Ланки отметило заслуги Кларка национальной премией «Жемчужина литературы», а далее президентским указом его возвели в достоинство «Гордости Шри-Ланки», церемонию проводила лично глава государства Чандрика Кумаратунга. Несмотря на то, что Кларк поссорился с Робертом Хайнлайном ещё в начале 1980-х годов (Хайнлайн одобрял программу СОИ, а Кларк — нет), в 2007 году Артур выступил по спутниковой связи на столетнем юбилее Роберта, отмечаемом в Канзас-Сити. За доводку текста «Последней теоремы» взялся Фредерик Пол (по рекомендации агента Кларка), так как работа забуксовала окончательно: у Артура Кларка оказалась поражена долговременная память, и он был вынужден постоянно обращаться к помощи друзей и родных. Так, он вообразил, что дом в Майнхеде, где он родился, разрушен во время войны. За 2002—2004 годы Кларк успел разработать сюжетный план, набросать последнюю главу и черновики некоторых первых глав, суммарным объёмом в 100 страниц. Сам он утверждал, что проделал примерно 30 % всей работы. Окончательный вариант Фредерик Пол отправил в Коломбо в ноябре 2007 года, но Артур Кларк уже был почти не в состоянии даже прочитать текст: бо́льшую часть суток он спал или дремал, и ему было трудно сосредоточиться.

#### Жизненный финал
В начале 2008 года Артур Кларк был госпитализирован из-за трещины в позвонке, далее к этому добавились почечная инфекция и бронхит. Он испытывал сильные боли и нуждался в постоянной заботе. Тем не менее сэр Артур взялся прочитать рукопись «Последней теоремы», так как по контракту роман должен был поступить в издательство в феврале и требовалось согласие Кларка с его подписью. Он подписал рукопись 15 марта, отправив также сопроводительное письмо, которое стало последним посланием писателя. 16 марта последовал сильный приступ дыхательной недостаточности, в больнице сэру Артуру провели интенсивную терапию и надели кислородную маску. Он до последнего оставался в сознании, но уже не мог говорить, как из-за маски, так и из-за накапливающейся в лёгких жидкости. В половину второго ночи 19 марта 2008 года по ланкийскому времени сэр Артур Кларк скончался. Похороны назначили на 22 марта, так как ожидалось участие семейств сестры покойного Мэри и брата Фреда из Англии, а также жены и трёх дочерей Гектора Эканаяке, находившихся тогда в Австралии. Ещё в 2007 году Кларк потребовал строго светской церемонии для своих похорон и наложил запрет на венки и выспренние речи. Церемония прощания шла в доме на Барнс-плейс в течение трёх дней; был установлен портрет писателя в полный рост, фоном играла музыка из «Космической одиссеи 2001 года». Прощание с Кларком посетили президент и премьер-министр Шри-Ланки, члены парламента, религиозные деятели и несколько тысяч почитателей. Похороны прошли по традиционному ланкийскому обряду на кладбище Канатте. Фантаст упокоился неподалёку от Лесли Эканаяке, на надгробии помещена эпитафия: «Он так и не стал взрослым, но не переставал расти» (He never grew up, But never stopped growing).

## Литературное творчество

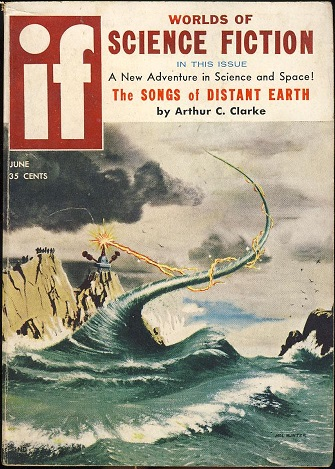
Обложка июньского выпуска журнала «If» (1958) с первопубликацией «Песен далёкой Земли»

### Общие положения
По подсчётам литературоведа Д. Самуэльсона, между 1936 и 1980 годами Кларк написал около двухсот рассказов в самых разных жанрах, включая рассказы о путешествиях во времени и истории о привидениях. Классическими стали «Звезда» и «Девять миллиардов имён Бога». Писатель любил рассуждать, что многие его рассказы являлись «жёлудями», из которых со временем (иногда через несколько десятков лет) вырастали «дубы» — объёмные романы. «Конец детства» берёт начало из рассказа 1946 года «Ангел-хранитель», длительную эволюцию прошли «Песни далёкой Земли» и «Молот Господень». По подсчётам того же Самуэльсона, до 1983 года Кларк опубликовал 15 романов, из которых один был написан в соавторстве. К середине 1990-х годов Кларк создал ещё десять романов. Кроме того, в период 1988—2008 годов разными авторами на основе сюжетных идей Кларка и, частично, его набросков было написано 12 романов, включая две трилогии. Творческая манера писателя включала «обновление» научно-технической информации и перевыпуск одних и тех же текстов под разными названиями. Наибольший резонанс в критике вызвали «Конец детства», «Город и звёзды» и «2001: Космическая одиссея» (сначала фильм, затем роман). Также Артур Кларк напечатал 26 научно-популярных и автобиографических книг (восемь из которых создавались в соавторстве), включая две антологии публикаций в СМИ.
Исследователь Эдуард Джеймс отмечал, что Артур Кларк одновременно сочетал глубокую укоренённость в английской культуре и американский космополитизм, а глобальный взгляд и личное знакомство со множеством стран способствовали его мировой известности и успеху. Первая его профессиональная публикация в области фантастики последовала в год кончины Герберта Уэллса (1946), и в этом плане Кларк символически перехватил титул «великого британского провидца», приобретя репутацию ведущего «технопророка» Запада конца 1940-х — начала 1950-х годов. Историк Роберт Пул уточнял, что взгляды Кларка, который находился в одном философском контексте со Стэплдоном, Тойнби и Клайвом Льюисом, включали не только классическое представление о космическом будущем на основе технического прогресса, но и пессимизм в отношении истории и западной цивилизации, то есть исторический циклизм. Эта черта ярко демонстрировала различие английского и американского взгляда на научную фантастику и прогнозирование будущего. В США после Второй мировой войны религиозный в своей основе страх перед возможной ядерной катастрофой компенсировался верой в спасение с помощью космических полётов, что накладывалось ещё и на миф о фронтире. Для британских писателей бо́льшее значение имел опыт Первой мировой войны.

### Мотивы и тематика
Литературовед Робин Энн Рид (Техасский университет A&M) рассматривала Артура Кларка как представителя научной фантастики (НФ) в варианте, который формировался в кругу Джона Вуда Кэмпбелла. Литературная реальность выстраивалась через фантастическое допущение, основанное на естественных науках — физике, астрономии, химии; биологические науки считались второстепенными, а социально-гуманитарная сфера практически отвергалась. Исследовательница Кэтрин Крамер именовала это направление «технофильной» научной фантастикой, рассматривая в контексте расцвета США 1950-х годов, подпитывавшего веру в технику и технологии как решение всех мировых проблем, скорый выход в космос и последующую почти безграничную колонизацию звёздного пространства, а также непрерывный рост уровня жизни. В период 1940—1950-х годов аналогичные взгляды на развитие фантастики высказывали Айзек Азимов и Роберт Хайнлайн, из-за чего их с Кларком очень рано провозгласили «Большой тройкой НФ»: их пример, стилистика и тематика определяли развитие фантастической литературы на протяжении нескольких десятилетий. Артур Кларк являлся обладателем наиболее престижных премий и наград в области фантастической литературы, а также был многократно отмечен как писатель научно-популярного жанра и пропагандист науки. В этом плане он является представителем «жюльверновского течения» в НФ, считая просвещение читателя одной из важнейших задач, смело вставляя «лекторские» пассажи в приключенческий текст. Кларк охотно снабжал свои романы комментариями и послесловиями, рекомендательной библиографией и тому подобным. Большинство его персонажей — учёные, инженеры и космонавты, которые редко заняты умозрениями или чистой теорией, — это прикладники и практики, и писатель не стремился жертвовать динамикой сюжета ради описания научной работы. Артур Кларк категорически заявлял, что главной функцией литературы является развлечение, а не поучение или проповедь, цитируя Сэмюэла Голдвина: «Если вам нужно что-то передать, используйте Western Union». Литературные произведения пишутся для читателей, поэтому главным критерием успешности той или иной книги выступает её многократное перечитывание, когда последующие обращения к тексту вызывают столь же позитивные впечатления, как и первое. Шедевр при перечитывании открывает читателю всё новые смыслы и становится раз от раза «всё лучше и лучше». В то же время научно-фантастический жанр обладает уникальным свойством «культурного моста», который позволяет заворачивать интеллектуальное содержание в острый сюжет. Фантастика «бросает вызов уму, находясь на узкой грани между эскапизмом и дидактикой», как, собственно, любое литературное произведение.
Как и в любой жанровой литературе, в научной фантастике существует базовая формула, элементы которой можно найти в любом романе А. Кларка. Согласно Р. Э. Рид, типовой сюжет кларковского повествования разворачивается в такой последовательности: «введение ключевых персонажей; описание базового конфликта, определяющего действие (сюжет при этом может ветвиться); кульминация; развязка». Со временем Артур Кларк стал больше заботиться о психологической глубине своих персонажей и обратился к приёму открытого финала. Конфликт в подавляющем большинстве произведений выстраивается по линии «человек — окружающий мир», а не «человек — человек» или «человек и общество». Писателя мало интересовало осмысление природы межчеловеческих конфликтов, и он почти не рассматривал агрессивное поведение и мотивацию как индивидуумов, так и целых людских коллективов. Всё перечисленное определяло сухой литературный стиль и антипсихологичность персонажей, особенно в раннем творчестве Артура Кларка. Это не означало монотонности: в лучших рассказах и романах Кларк умело «разгонял» и «замедлял» сюжет, индивидуализировал своих героев и «играл» с различными стилевыми регистрами. Питер Бриггс выделял в корпусе текстов Кларка три стилистическо-тематических пласта, которые могли совмещаться в рамках одного произведения: собственно НФ-экстраполяцию, сатиру и мистику. Одним из лучших с точки зрения стиля Бриггс называл «Свидание с Рамой», в котором рамки сюжета определяет «твёрдое» научно-техническое обоснование, при этом действия героев поданы с толикой юмора, чтобы умерить пафос ничтожества человечества перед масштабами вселенной, и всё это естественно приводит к метафизическим рассуждениям в финале. Впрочем, Кларк как НФ-автор чаще всего использовал научную картину вселенной, физические законы которой переносились на отдалённые пространства. К собственно «мистическим» могут быть причислены «Конец детства» и «Космическая одиссея 2001 года», причём П. Бриггс связывал это пласт творчества Кларка с влиянием О. Стэплдона — гигантские масштабы непознанной Вселенной уже не могут уложиться в прокрустово ложе рациональных фантастических допущений.
Многообразное творчество А. Кларка включает ряд тематических направлений. Начав работать как писатель научно-популярного жанра, Кларк не оставлял данного направления за всю свою более чем полувековую карьеру. Библиограф Дэвид Самуэльсон относил к данному разделу статью «Внеземные ретрансляторы» («Extra-Terrestrial Relays»), где предложена идея системы спутников связи на геостационарных орбитах, которые позволили бы организовать глобальную систему связи. Геостационарную орбиту также называют орбитой Кларка или поясом Кларка. В научно-популярной публицистике Кларка преобладали темы радаров и электроники, наблюдений с помощью телескопов, ракетостроения, космических полётов, подводного плавания и футурологии. Некоторые статьи и эссе сделались основой целых книг. Кларк охотно писал автобиографические произведения, включая воспоминания о работе со Стэнли Кубриком. В целом, как отмечала Р. Э. Рид, научно-техническая и футурологическая публицистика устаревала быстрее всего и к 1990-м годам имела только историческое значение.
В собственно литературном творчестве А. Кларка могут быть выделены следующие базовые темы:
1. Техника и технология. Научная фантастика начиналась как научно-техническая литература для просвещения школьников, возникнув во время индустриальной революции. Кларк, являясь инженером по складу мышления и получив образование математика и физика, стремился к максимальной реалистичности в описаниях космических полётов и любых аспектов техники. При этом его не интересовали военные технологии, а общий гуманистический пафос творчества сэра Артура сводился к обеспечению выживания человечества с помощью технических средств. Научно-техническое творчество Кларка посвящено преимущественно сложным взаимоотношениям человечества, техники и природы. После 1970-х годов Кларк стал больше внимания уделять этическим и гуманитарным аспектам всемогущества техники[160].
2. Прогресс и стагнация. Одной из базовых тем А. Кларка является необходимость неостановимого прогресса и расширения сферы познаваемой Вселенной, альтернативой чему является стагнация. Данная тема появляется с самого начала творчества писателя — в повести «Да не опустится тьма», позднее переработанной в роман «Город и звёзды». С этой тематикой тесно связан образ города как ловушки, обрекающей его жителей на зависимость от житейской рутины и противопоставляемой просторам неосвоенного космоса. В целом для Кларка характерен оптимизм в отношении способности человечества решать свои проблемы сообща и продвигаться вверх по лестнице прогресса[161].
3. Океан и освоение подводного мира. В ранних романах Кларка освоение Мирового океана представало как своего рода альтернатива полётам по Солнечной системе. Роман «Большая глубина» описывает будущее глобальное сообщество, в котором океаны превращены в зону высокоразвитой аквакультуры, дополняющей агрикультуру на суше. Тематике океана и гуманитарных аспектов взаимодействия человека и морских существ посвящён роман «Остров дельфинов»[162].
4. Эволюция и постчеловечество. Из авторов «Большой тройки» Артур Кларк и Айзек Азимов крайне редко обращались к тематике инопланетян. В произведениях Кларка представители внеземной жизни предстают косвенно, как, например, в «Свидании с Рамой»: межзвёздные расстояния чрезвычайно велики, передвижение ограничено скоростью света, поэтому единственный способ исследования дальнего космоса — использование роботизированных зондов или искусственного интеллекта. «Во плоти» представители внеземного разума не появляются ни в «Раме», ни в «Космической одиссее». Кларка гораздо больше интересовала ситуация шока от первого контакта и методов его преодоления и последующего установления взаимопонимания. В этом контексте выделяется «Конец детства», в котором пришельцы-Сверхправители резко повышают уровень развития Земли, полностью остановив прогресс, а затем воспитывают новые поколения, которые развивают исключительно способности разума и психики, освобождаясь даже от человеческого облика, и превращаются в часть вселенского Сверхразума[163].

Исследователь Джордж Эдгар Слассер обобщал творчество А. Кларка в ещё более высокой степени, утверждая, что центральным и организующим началом во всех его рассказах и романах является мотив одиссеи (Odyssey pattern), которая одновременно обеспечивает связь английского фантаста с архетипическими мотивами западной литературы. Мотив путешествия, равно для героя-одиночки или группы людей, ставит их перед выбором прогресса или привычного застоя. Таким образом, разные тексты Кларка образуют единый метатекст, описывая героев и всё человечество на разных возрастных этапах от юности до зрелости, и мотив путешествия пронизывает их все. При этом научно-технический рационализм и оптимизм выступают как зримая метафора прогресса, а сумрачная мистика — стагнации, упадка и гибели.

### Раннее творчество
Согласно обзору Гэри Уэстфала, до середины 1940-х годов Артур Кларк активно экспериментировал, а мотивы и стиль, характерные для его позднейших работ, проявились лишь в рассказах «Отступление с Земли» (Retreat from
Earth, 1938) и «Пробуждение» (The Awakening, 1942) и стихотворении «Сумерки Солнца» (The Twilight of a Sun, 1939). Бо́льшую часть текстов этого периода, печатавшихся в Huish Magazine и фэнзинах, составляют пародии, каламбуры, документальные очерки, стиль которых ещё неровный и не демонстрирует сдержанности зрелого Кларка. Впоследствии он не любил вспоминать о своих ранних работах в малой форме, включив в «Собрание рассказов Артура Ч. Кларка» три текста из двадцати двух. Г. Уэстфал, анализируя раннее творчество, отмечал, что Кларк ещё только учился писать и вырабатывал индивидуальную манеру, множество текстов имитировали стилистику и литературные приёмы, распространённые в макулатурных журналах. Рассказ «Судьба Фу Манчу» (The Fate of Fu-Manchu, 1935) имитирует и пародирует творчество Конан Дойла, в частности приём, когда доктор Ватсон ссылается на некие предыдущие расследования; одновременно это дань уважения Саксу Ромеру, поскольку Холмс и Ватсон предотвращают попытку азиатского злодея взорвать здание Парламента. Ещё один рассказ содержит перенесение сюжета Шекспира в действительность 1930-х годов, а именно — трагедии «Юлий Цезарь» в гангстерский Нью-Йорк. Рассказ «Среди Мрачных гор» (At the Mountains of Murkiness, 1940) явно начинается как подражание Лавкрафту, но общий тон его юмористический. Откровенно пародийный характер носила поэма «Прелюдия к завоеванию космоса», высмеивающая стиль и написанная стихотворным размером «Стрелы и песни» Лонгфелло. Шуточные «Письма в редакцию» и «Ответы корреспондентам» названы «откровенно ребяческими»: когда, например, выясняется, что для ремонта граммофона требуется «экранированный сетчатый пентагептод», а для выведения чернильных пятен «пара-амино-бензойдиэтил-аминоэтенола гидрохлорид». Хватало и низкопробных юморесок. Некоторые мотивы, характерные для совсем юного Кларка, он не без успеха использовал и в профессиональном творчестве: например, рассказ «Доклад о третьей планете» (1959) написан в виде отчёта марсианского астронома времён Троянской войны, который категорически отрицает наличие жизни на Земле.

### Научно-техническая фантастика

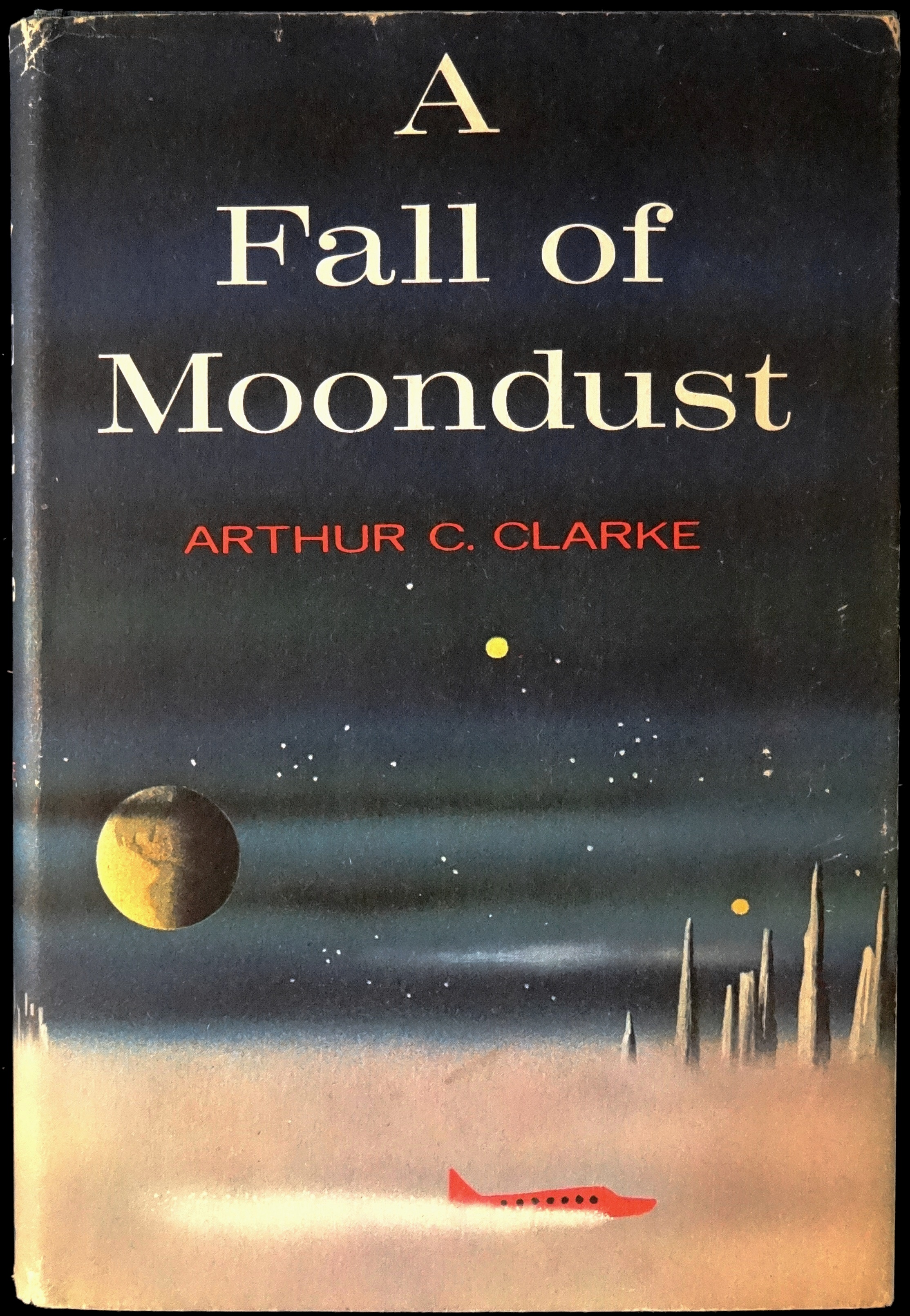
Обложка романа «Лунная пыль»

Работая в поджанре «твёрдой» научно-технической фантастики, Артур Кларк во многих отношениях отличался от современников. Будучи скрупулёзным относительно достоверности изображаемых процессов и устройств, он рано пришёл к выводу, что важнее всего люди, которые создают механизмы и используют их. По словам Г. Уэстфала, атомные бомбардировки Хиросимы и Нагасаки стали поворотным моментом в отношении Кларка к научно-техническому прогрессу, когда тематика глобальной катастрофы становится постоянным мотивом в его творчестве. Как правило, технические устройства более совершенны, чем их творцы, обычно обуреваемые низменными мотивами наживы, а изобретения неизменно дают побочные (и нежелательные эффекты). При этом, формируясь в русле бульварной журнальной фантастики, Кларк избегал распространённой в этом жанровом направлении фигуры безумного учёного и чётко разделял образы изобретателей, исследователей-космопроходцев и учёных-гуманистов. Одними из наиболее позитивных образов учёных являются профессор Казан «Острова дельфинов», лунные астрономы «Земного света» и «Созвездия Пса», а также математик Сабраманьян «Последней теоремы». Из корпуса текстов можно сделать вывод, что Кларк полагал, что безупречно полезные и не имеющие побочных эффектов технические достижения являются продуктом длительного поступательного развития. Это ярко выражено в романе «Земная империя». К началу XXI века А. Кларк не изменил своего отношения к средствам коммуникации (в «Земной империи» каждый гражданин оснащён комсолями — коммуникаторами, которые позволяют без ограничений общаться и получать любую информацию). Аналогичные устройства представлены в «Молоте Господнем» и «Космической одиссее 3001 года». В «Свидании с Рамой» описаны аппараты для молекулярного разложения мусора и бытовых отбросов. Своеобразная инверсия этого мотива представлена в романе «2061: Одиссея три» — чёрные монолиты, созданные невероятно древней цивилизацией миллионы лет назад и представленные как суперкомпьютеры, изношены до такой степени, что представляют опасность, и вынуждают людей Земли отключить их. В романе «Призрак исполина» сюжет разворачивается вокруг бессилия техники перед лицом непредсказуемости природной стихии, неподвластной даже инопланетянам.
Единственное произведение, посвящённое фантастическому изобретению — космическому лифту, — роман «Фонтаны рая». Протагонист — Ваннемар Морган — не столько изобретатель, сколько инженер и первопроходец, хотя и у него главным побудительным мотивом является извлечение сверхприбылей, что не отменяет благородной миссии расширения пределов прогресса. Моргану свойственно и тщеславие, и он открыто рассуждает об обуревающей его жажде бессмертия. В этом контексте он добивается успеха, но, по-видимому, «он делает хорошие вещи лишь потому, что желает, чтобы его восхваляли как героя». Кларк неоднократно сравнивает своего героя с древним царём Калидасой, при жизни «прославленном» жестокостями и зверством, но после смерти оставившем прекраснейшие постройки, украшенные фресками дивной красоты. В «Фонтанах рая» упоминаются многие изобретения из метамира Кларка, в частности описанные в «Свидании с Рамой» — термокостюмы, передовая медицина и прочее. Однако главный двигатель сюжета — космический лифт — ориентирован на будущее, несовершенен и даже косвенно становится причиной смерти Моргана. Хотя в его слабое сердце вживлён датчик, вызывающий скорую помощь, он не срабатывает, когда изобретатель спускается на Землю на своём космическом лифте. Из эпилога становится понятно, что лифт был достроен и даже не являлся единственным, но из-за неожиданного остывания Солнца Земля становится необитаемой, а её жители переселяются в другие миры, в том числе на Меркурий, ставший пригодным для жизни. Космический лифт изредка используется редкими экспедициями на замороженную Землю. В этом отношении роман своим посылом и финалом (сводимым к формуле «тщета амбиций») напоминает «Призрак исполина», хотя сюжеты их противоположны. В глубокой древности ланкийский монах называл прекрасную башню царя «глупостью Калидасы», а предшествующий шедевр Моргана — Гибралтарский мост — назван журналистами «глупостью Моргана». Г. Уэстфал подытоживал, что в конечном итоге все технологические достижения человечества бессмысленны: природа топит «Титаник» и препятствует в будущем его подъёму на поверхность (в «Призраке исполина»). Хотя силы природы не помешали Моргану соорудить космический лифт, но его затмевает множество иных событий, включая прибытие на Землю высокоразвитых инопланетян. За исключением космического лифта и идеального города Диаспар («Город и звёзды»), в метамире Артура Кларка все мегаконструкции сооружены инопланетянами. Таковы гигантские космические корабли-ковчеги в «Юпитере Пять» и «Свидании с Рамой». Кларк прямо заявлял, что на определённом этапе развития техники высокоразвитой цивилизации более не нужны машины, а возможности технологии перестают для наблюдателя отличаться от магии. В финале «Конца детства» последнему поколению землян не требуется никакой технологии, чтобы уничтожить Землю и отправиться в странствие по Вселенной, дабы присоединиться к Сверхразуму. В «Космической одиссее 2001 года» создатели монолитов тоже перешли на уровень существования, «свободный от тирании материи».

### Футурология
В 1950—1960-х годах Артур Кларк получил известность как футуролог, который выдавал конкретные прогнозы развития тех или иных отраслей техники и последующих изменений в обществе. Статьи и книги, в которых содержались данные прогнозы, выпускались в 1945—1976 годах, и, по подсчётам Джозефа Пелтона, Кларк выдал не менее пятнадцати сбывшихся «пророчеств». Сам Кларк утверждал, что единственной оригинальной идеей, им высказанной, было размещение спутников связи на геостационарной орбите (1946). При этом Кларк основывался на фантастических расчётах К. Э. Циолковского и Германа Оберта. Мартин Андерсон и Эндрю Робинсон выделяли следующие точные прогнозы А. Кларка:
1. Дистанционное проведение хирургических операций. Ещё в 1964 году он утверждал, что «однажды нейрохирурги из Эдинбурга будут оперировать пациентов в Новой Зеландии». Описание труда хирурга, управляющего роботом в другой части планеты, дано в романе «Земная империя», и там же указано, что связь должна работать безукоризненно, поскольку полусекундная задержка может оказаться фатальной.
2. Интернет. Идея консоли, через которую любой человек будет осуществлять жизнедеятельность, в частности получать выписки с банковского счёта, бронировать билеты в театр и прочее, была высказана Кларком в интервью австралийскому телевидению в 1974 году. Разъяснения писатель представил в 1976 году: на конференции в Массачусетском технологическом институте он уточнял, что консоль будет иметь клавиатуру, как у пишущей машинки, и монитор — телевизор, что позволит обмениваться любой информацией. Ещё ранее, в 1964 году, Кларк утверждал, что «всего через пятьдесят лет любой человек сможет вести дела на Таити или на Бали так же хорошо, как он мог бы это делать из Лондона». Индивидуальное устройство для связи с электронными хранилищами информации и передачи данных в романе «Земная империя» получило название Comsole.
3. Поисковые информационные системы. На конференции Массачусетского технологического института 1976 года Кларк совершенно верно описал алгоритмы индивидуального поиска информации.
4. Спам. В романе «Земная империя» пользователь Comsole получает рекламу, подобранную с помощью отслеживания поисковых запросов. В одном из эссе 1959 года Кларк также отметил, что новые коммуникационные технологии дадут невиданное развитие индустрии для взрослых и это чревато серьёзными последствиями для развития цивилизации.
5. Интерфейс и планшетное устройство, визуальные образы которых представлены в фильме «Космическая одиссея 2001 года».

Кларку также удалось предвидеть космическую станцию (в «Островах в небе»), оральный контрацептив и ДНК-тест на отцовство (в «Конце детства»), а также иммерсивную виртуальную реальность (в «Городе и звёздах»).
Вместе с тем практически все попытки угадать скорость прогресса оказались категорически неверными, «поспешными и даже курьёзными». Клонирование человека было отнесено к 2004 году (и к 2023 году — выведение генетически реконструированных динозавров в тематических парках), доставка первых образцов марсианского грунта — к 2005-му; в 2006 году прогнозировалось закрытие последней угольной шахты (в Индии) и уничтожение ядерного оружия к 2008 году. Запуск холодного термоядерного синтеза прогнозировался на 2002 год, что должно было позволить быстро внедрить экологически чистый транспорт, сильно снизить стоимость полётов в космос и открыть в 2014 году отель на околоземной орбите. «Избыточной фантазией» критик И. Акимов называл идею Кларка об упразднении денег к 2016 году: базовой единицей обмена и оценки стоимости должен был стать мегаватт-час.
Среди наиболее экзотических футурологических прогнозов Кларка выделялись мысли, высказанные в телепередаче Horizon 1964 года, в которой писатель предложил вывести расу слуг из генетически модифицированных шимпанзе. «Конечно, в конечном итоге наши супершимпанзе начали бы формировать профсоюзы, и мы бы вернулись к тому, с чего начали». Мартин Андерсон отмечал, что передача вышла в эфир через год после выхода романа П. Буля «Планета обезьян». Также совершенно неверными оказались представления А. Кларка о переходе человечества на удалённую работу, когда писатель серьёзно утверждал, что прогресс в сфере телекоммуникаций позволит оказаться от скученности городской среды и вообще приведёт к уничтожению городов и высвобождению энергии человечества на общение и саморазвитие. Критик Нина Чемоданова (псевдоним «К. Милов») отмечала, что картина социума примерно одинакова во всех произведениях Кларка:

Будущее Кларка мало чем отличается от настоящего: единое мировое государство, но по-прежнему власть в руках тех, в чьих руках деньги; людьми движет стремление к обогащению и славе; объединение народов достигается в результате быстрого развития средств связи…

### Освоение космоса и будущее человечества

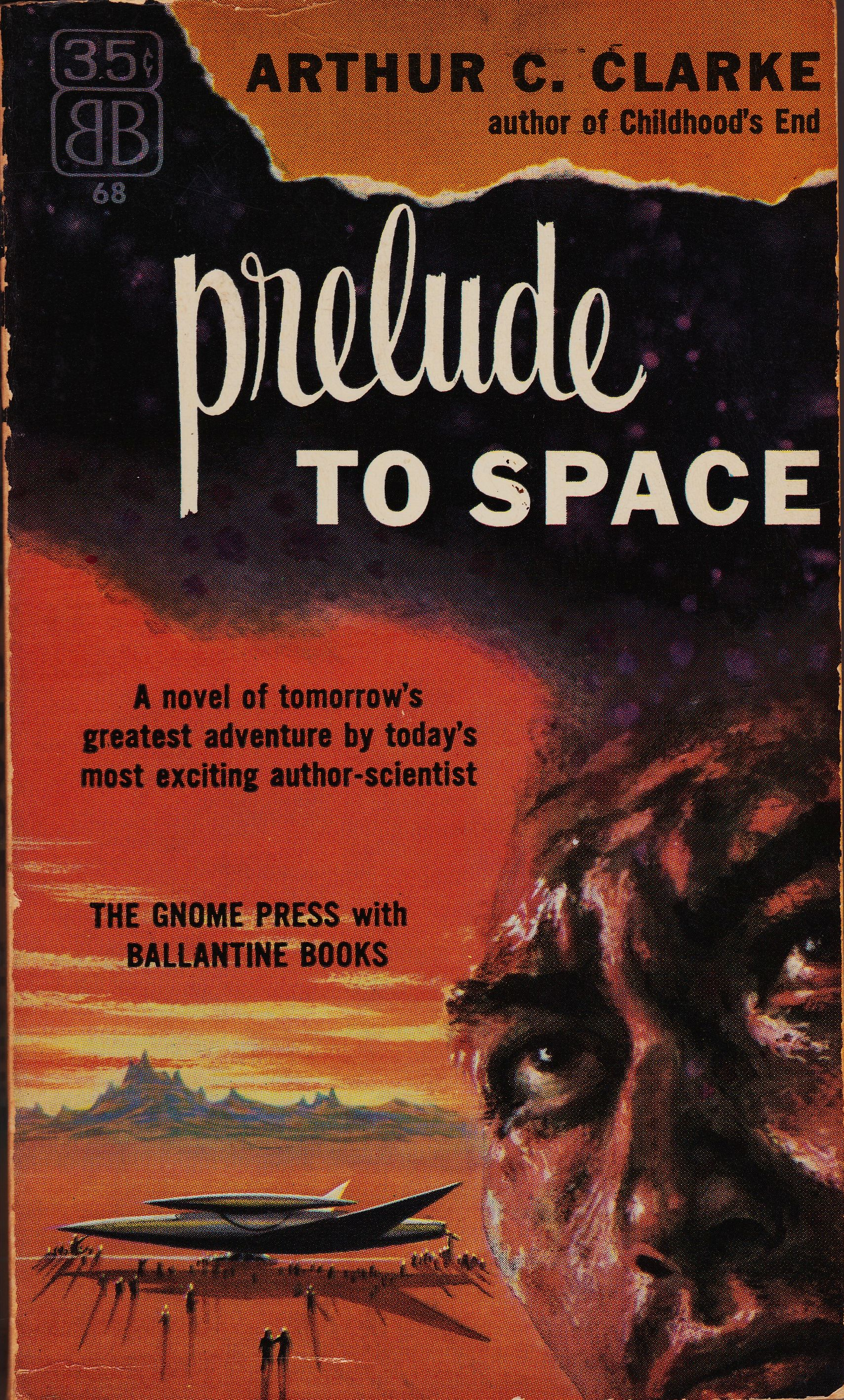
Обложка романа «Прелюдия к космосу» (1954)

Работая в рамках единого метамира, Артур Кларк не стремился встраивать новые произведения в единую, относительно гармонизированную картину целого, что отличало творчество писателя от «Истории будущего» Хайнлайна. В частности, продолжения не получили описания космических станций, биосферы на Марсе и так далее. Генеральной темой всего творчества Кларка являлось исследование космоса; даже в произведениях, действие которых разворачивается на Земле («Большая глубина», «Остров дельфинов», «Призрак исполина»), целые главы и сюжетные линии посвящены космическим полётам. На единство метамира, однако, указывает множество деталей, переходящих в разные произведения, выстраивается и общая стратегия расселения людей в Солнечной системе. Ещё в 1950-е годы Кларк отказался от идеи, что пригодные для человека миры находятся в нашей планетной системе, и сразу же начал пропагандировать широчайшее использование беспилотных аппаратов и компьютеров в освоении космоса. Пафос пионерских исследований также чужд Кларку, и сюжеты о первых экспедициях на ту или иную планету используются крайне редко, а сами эти события упоминаются мельком. Как научному фантасту Кларку интересны трудовые будни космических колонистов, воздействие условий на личность и поведение человека вне Земли. Крайне мало писатель сообщал о следующем этапе развития космонавтики — выходе за пределы Солнечной системы, контакте с древними негуманоидными цивилизациями и моделировании этих цивилизаций. В «Песнях далёкой Земли» Кларк категорически заявил, что «мы никогда не сможем превзойти скорость света». Не слишком устраивала Кларка и распространённая мифологема о восстании машин, хотя в «Космической одиссее 2001 года» описан HAL 9000 — компьютер, наделённый свойствами человеческой личности. Впрочем, его негативная роль в судьбе главных героев объясняется неверным программированием, и Кларк весьма далёк от недоверия к электронным интеллектуальным системам.
Артур Кларк решительно порвал со штампами довоенной космической фантастики, наполненной образами изобретателей-одиночек и пионеров-первопроходцев. В романе «Прелюдия к космосу» (единственный текст Кларка, посвящённый первому полёту на Луну, опубликованный в 1951 году) главным героем является не космонавт, а историк, описывавший события прошлого, и он общается с учёными и бюрократами, от которых зависел успех проекта. Сами герои-космонавты показаны лишь в общих чертах, а единственный более или менее проработанный герой выбыл из числа кандидатов на полёт. Запуском космического корабля роман Кларка завершается, а успех этого полёта показан пунктиром, едва ли не намёком в эпилоге. Иными словами, для писателя главным в лунной эпопее является не достижение другого мира, а развитие технологии, которая будет в состоянии сделать полёты на Луну рутиной. Осуществить такой проект возможно только через усилия тысяч учёных, техников и администраторов и с использованием колоссальных средств, которое посильно только государствам и крупным корпорациям. Поэтому участники космических миссий — не сверхлюди, а хорошо обученные пилоты и техники, цель назначения которых изучена астрономами с помощью телескопов и беспилотных зондов. То есть, по логике метамира Кларка (как и реального мира), полёт космонавтов на другую планету вполне предсказуем и едва ли интересен, в отличие от решения сложнейших проблем, делающих полёт вообще возможным. «Прелюдия» оказалась самым точным фантастическим предсказанием полёта «Аполлона-11», несмотря на множество расхождений в деталях: например, у Кларка лунный корабль оснащён атомным двигателем и стартует с эстакады, а не выводится на орбиту ракетой-носителем. В романе поверхности Луны одновременно достигают космонавты США, Британии и России, причём в этих пассажах много сатирических моментов. Так, американский инженер подкуплен крупной фирмой по производству безалкогольных напитков, чтобы создать наиболее эффектные фото лунной поверхности для использования в качестве логотипа, а британские астронавты вообще остаются на Луне, чтобы не платить налогов. Однако именно в этом романе нет мотива, проходящего красной нитью через почти все произведения Кларка: как бы тщательно ни готовилась научная миссия, проблемы, требующие недюжинной смекалки и импровизации команды, непременно возникнут. После достижения Луны и внутренних планет главной целью космонавтики станет Сатурн, ибо ещё в «Песках Марса» утверждается, что его спутник Титан изобилует метаном — «идеальным рабочим телом для атомных ракет». Целью полёта в фильме «Космическая одиссея 2001 года» изначально был именно Сатурн, заменённый Юпитером по причине невозможности убедительно показать на экране кольца этой планеты.
Единственным произведением А. Кларка, целиком посвящённым опасностям космических путешествий, является «Лунная пыль». Главный источник драматических событий в этом романе — плохо сконструированное транспортное средство: лунный пылеход, угодивший в пузырь газа, копившегося в древности, когда на Луне была тектоническая активность. Экипажу и спасателям приходится решать целый ряд нестандартных задач, чтобы извлечь людей из пыли, тем более что пылеход перегревается из-за недостатков конструкции, потом на нём выходит из строя химический регенератор атмосферы и вспыхивает пожар. В космических романах Кларка хватает смертельных опасностей, приводящих героев к летальному исходу. Иногда приходится и жертвовать жизнями немногих ради спасения большого проекта, необходимого для всего человечества. Писатель, как многие его современники, задавался следующим вопросом: если условия жизни в космосе настолько отличаются от земных, то каков тип людей, пригодных для работы вне Земли? Многие фантасты утверждали, что космическая экспансия превратится в гигантский фильтр, отделяющий незаурядных людей от «трусливых самодовольных слабаков», остающихся на Земле. Однако в метамире Кларка не всё столь однозначно, и на старой планете остаётся множество стимулирующих вызовов, требующих авантюрного духа. Суперкачества космических колонистов описаны буквально в двух-трёх произведениях, в том числе «Песках Марса». Обитатели лунной базы в «Космической одиссее 2001 года» являются «высококвалифицированными учёными и техниками, тщательно отобранными до того, как они покинули Землю», примерно то же говорится о колонистах Титана в «Земной империи». Единственный раз в раннем рассказе 1949 года «Двое в космосе» писатель пытался пофантазировать, какими психологическими чертами должны обладать космонавты. В новелле с трагической развязкой предпочтение отдаётся человеку с гибкой психикой, который способен проявлять эмоции, наслаждаться каждым моментом и одновременно принимать быстрые рациональные решения, а не только быть «полностью застёгнутым на все пуговицы».
Гэри Уэстфал резюмировал кларковское видение будущего человечества как «спокойную меланхолию». Писатель исходил из того, что рациональное конструирование и прогнозирование будущего имеет свои пределы и всегда может произойти стечение обстоятельств, крайне нежелательное для всех землян. Даже если человечество избежит космических и техногенных катастроф, не существует гарантии предотвращения остановки прогресса и последующего вымирания. В наилучшем из вариантов люди эволюционируют в новый вид, который лучше подготовлен для «противостояния с огромной Вселенной».

### Герои произведений Артура Кларка
Подавляющее большинство персонажей Кларка — мужчины, отчуждённые как от своих семей, так и от Земли в целом. В сценарии «Космической одиссеи» показано, что астронавты Discovery отбирались в том числе по тому критерию, что не были женаты, ибо столь длительная разлука являлась бы несправедливой. Дети лунных колонистов более не считают своим домом Землю. То же справедливо и для жителей Красной планеты в «Песках Марса», которые меняют мировоззрение после длительного отсутствия на Земле. Меняются космонавты и физически: герой «Свидания с Рамой» доктор Бозе и воскресший Флойд из «Одиссеи 2061 года» более не способны выносить земную гравитацию. Зато люди, выросшие на иных планетах Солнечной системы и на космических станциях, из-за низкой силы тяжести обретают значительно большую продолжительность активной жизни. На небесах меняется мировоззрение и мораль. В «Земной империи» колонист с Титана Макензи отмечает «одержимость землян прошлым» и их «бессознательное чувство превосходства». Макензи — африканского происхождения, и его образ иллюстрирует тезис, что колонисты космоса вообще забыли о расовых проблемах, а это невозможно на Земле, жители которой не могут убежать от своей истории. Поменялись социальные табу: для Макензи привычна нагота при купании и бисексуальность (хотя у него постоянные отношения с женщиной). Дэвид Самуэльсон отмечал, что в данных пассажах Кларк ближе всего подошёл к традиционным мотивам утопического жанра. Робин Энн Рид также отмечала утопическую идею английского фантаста, что «будущая колонизация космоса решит не только проблему перенаселения, но и угнетения, основанного на расизме». Немалую роль в указанных процессах играют свобода коммуникаций и погружённость каждого человека в медиасреду. По мысли Кларка, спутники связи сделали неизбежным «создание Всемирного государства во всём, кроме названия».
Как и многие авторы научно-технической фантастики, Артур Кларк не уделял слишком много внимания психологической обрисовке своих персонажей. В некоторых случаях (как в «Лунной пыли») наиболее удавшиеся образы не являются протагонистами: пара влюблённых Пэт Харрис и Сью Уилкинс выписаны «неуклюже», по выражению Г. Уэстфала, зато очень убедителен второстепенный для сюжета астроном Том Лоусон. Кроме того, большинство персонажей более или менее отражают личность автора, а потому герои Кларка крайне скупы на эмоции и откровенность, не поверяя их «ни коллегам, ни рассказчику, ни, зачастую, самому себе». Типовые герои произведений А. Кларка — одиночки, нередко склонные быть наблюдателями, а не участниками событий, отстранённые «лирические наблюдатели». Со временем писатель осознал это как недостаток, но, по словам Г. Уэстфала, стремился разработать стратегию смягчения социальной изоляции героев, не меняя структуры характера и личности, описание которых не менялось с 1950-х годов. Более того, ещё в текстах для Huish Magazine и фэнзинов у героев Кларка отсутствуют родственники, семейные и романтические связи, супруги и дети; собственно эта сфера жизни полностью выключена из повествования. Герои полагались лишь на своих коллег и друзей-мужчин и вовсе не искали романтических отношений. Герой «Прелюдии к космосу» лишён даже возраста. Типическим героем Кларка может быть признан Ваннемар Морган из «Фонтанов рая», избравший себе судьбу одиночки, который сознательно жертвует любыми эмоциональными связями ради реализации грандиозной цели; разница лишь в том, что Морган не желает стоять в стороне, а активно продвигает проекты Гибралтарского моста и космического лифта. В этом же контексте упоминается, что в течение двух веков на Земле неуклонно ослабевали семейные связи, и со своей сестрой Ваннемар общается в лучшем случае «полдюжины раз в год».
Романтические описания не удавались Кларку, и после «Лунной пыли» он не пытался демонстрировать развитие отношений между парами протагонистов, оставляя это для второстепенной линии сюжета, как роман Франклина и Индры в «Большой глубине» или Пула с его чичероне-историком Уоллес в «Одиссее 3001». Во всех случаях герой и героиня встречаются по делам работы, но при этом ведущая роль по выстраиванию отношений принадлежит женщине. Общее дело, которое сводит вместе мужчину и женщину, точно так же может их разбросать по вселенной: Франклин много времени проводит вдали от жены, а Пул и Уоллес расстаются после пятнадцати лет брака. Согласно Г. Уэстфалу, это тиражирование собственной семейной ситуации Кларка в 1950-е годы, когда он считался женатым в течение десятилетия, давным-давно не общаясь с женой. Единственное исключение содержалось в заметках по роману «Последняя теорема», где писатель уготовил для Ранджита Субраманьяна долгий счастливый брак с Мирой ди Соза, примирение с отцом — брахманом-индусом и вообще акцент на традиционных семейных ценностях. Вариацией подобных сюжетов является ситуация, когда герой средних лет уже имеет жену и детей, что избавляет писателя от убедительной передачи романтических переживаний. Герой-учёный «Одиссеи 2001» Хейвуд Флойд в романе говорит по видеосвязи с домработницей (в фильме вместо этого показан разговор с дочерью), а в «Одиссее 2010» выясняется, что жена и дочь Флойда погибли в результате несчастного случая, он снова женился и у него родился сын, но и второй брак распался. Две семьи у Нортона в «Свидании с Рамой» — на Марсе и в Австралии, и он одинаково редко бывает с домочадцами на обеих планетах. Роберт Сингх из «Молота Господня» оставляет семью на Земле и вновь женится на Марсе. Во всех случаях об этих отношениях читатель узнаёт исключительно через случайные обмолвки или воспоминания героя.
В «Песках Марса» представлены ещё два метода преодоления отчуждения и одиночества. Первый — самоидентификация с неким большим сообществом, второй — напряжённая работа в мужском коллективе. Главный герой — Гибсон — человек средних лет, который никогда не был женат, но обеспокоен своим одиночеством. В этом плане повествование о терраформировании Марса является ещё и сеансом самоанализа писателя, который тщится понять причины одиночества и облегчить собственную жизнь. В конце концов Гибсон всё-таки осознаёт себя марсианином, поняв, что его проблемы коренились в принципиальной позиции вечного «чужака». Г. Уэстфал отмечал, что в творчестве Кларка мужские эмоционально-дружеские отношения крайне редко имеют гомосексуальный подтекст. В целом во всём корпусе текстов Кларка наблюдается очевидная тенденция, что молодые люди стремятся к различным экспериментам с друзьями своего пола, но, повзрослев и остепенившись, стремятся создать семью с женщинами. Сексуальная активность никогда не выносилась на передний план и не подавалась как важный аспект в человеческой жизни. В этом плане показательны образы трёх персонажей «Космической одиссеи 2001 года»: Флойда, Боумена и Пула. В романе Флойд — вдовец, трое детей которого находятся на попечении экономки; Боумен и Пул — одиночки, но у каждого есть девушка, с которыми они первое время перезванивались с борта космического корабля. Все трое вполне довольны своей жизнью, ибо в первую очередь сосредоточены на своей работе, но при этом социабельны: Флойд легко находит общий язык с кем угодно, от стюардессы до персонала русской научной базы. Напротив, Стэнли Кубрик в режиссёрском сценарии и фильме сделал всех троих значительно менее эмоциональными, чем компьютер HAL 9000.

### Философия и религия

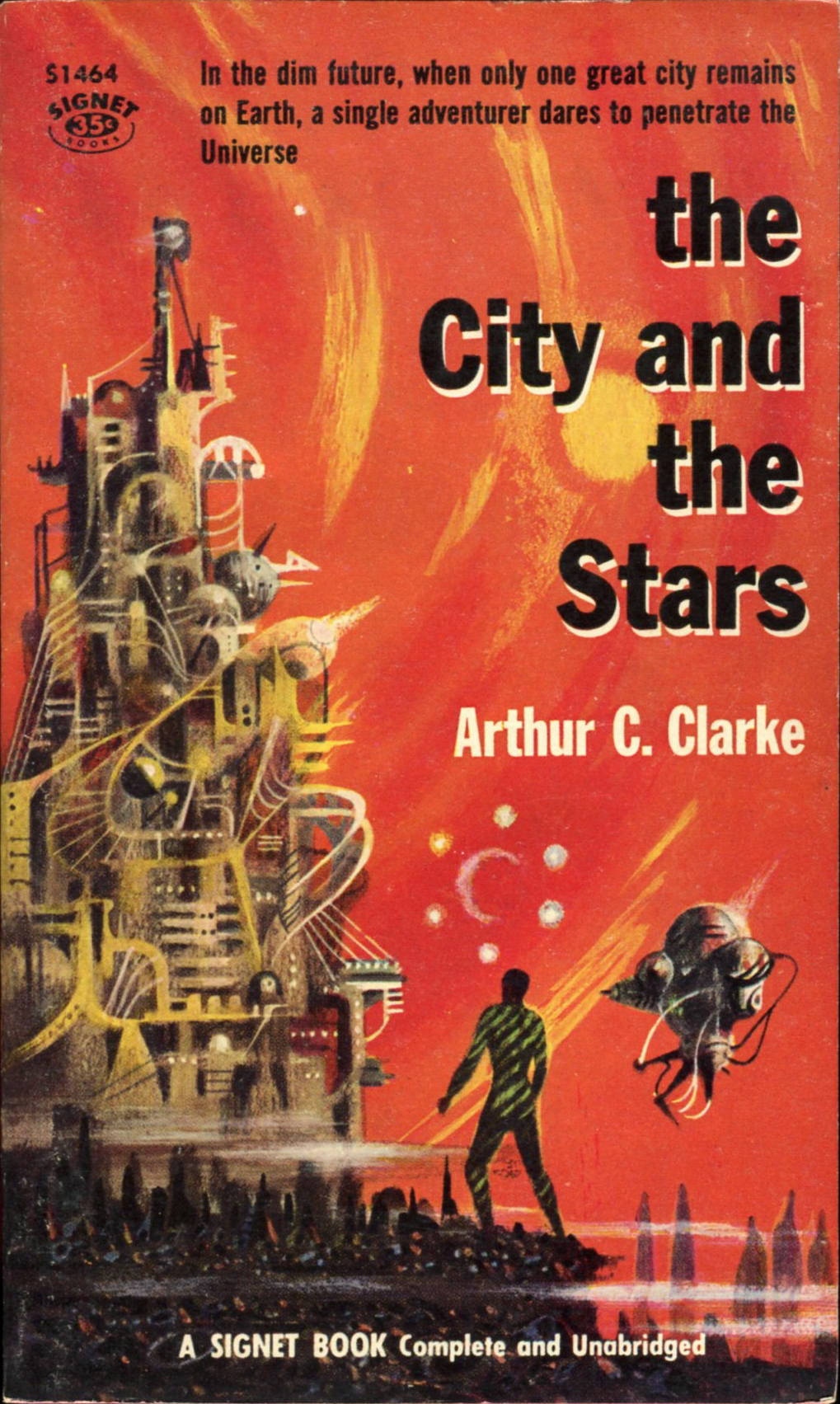
Обложка издания романа «Город и звёзды» (1957)

Несмотря на традиционное религиозное воспитание, полученное в семье и школе, Артур Кларк всю жизнь не скрывал если не атеизма, то агностицизма. Это прямо отражалось на его научно-популярном и художественном творчестве: герои Кларка не проявляют религиозных убеждений (от Лоусона в «Лунной пыли» до Ранджита «Последней теоремы»), а множество рассказов и вставных романных сюжетов затрагивают вопросы принципиального иррационализма любых верований. Кларк-футуролог неоднократно заявлял, что в будущем человечество откажется от всех религий. Если в интервью 1970 года Кларк парадоксально заявил, что, «не веря в Бога, интересуется Им», то в 2004 году назвал религию самым «зловредным из вирусов, поражающих разум». Из существующих религиозных систем Кларк чаще всего упоминал буддизм, характеризуемый им как философия, а не система верований западного типа. Гэри Уэстфал также заявил, что усиление внимания Кларка к вопросам религии в старости — свидетельство осознания факта, что религии оказались весьма устойчивыми в техногенный век, и эта проблема требовала объяснения. Начиная как писатель в консервативные 1940—1950-е годы, Кларк из соображений самоцензуры не мог открыто обсуждать целого ряда вопросов. Нет сомнений, что в рассказах «Девять миллиардов имён Бога» и «Звезда» содержатся открытые нападки на традиционные авраамические религии. В общем, Артур Кларк придерживался позитивистского представления, что традиционные верования не выдержат конкуренции с научным рационализмом. В «Фонтанах рая» прямо говорится, что рационализм (в том числе теорема Гёделя) уничтожил индуизм и сильно ослабил ислам: доказательство фундаментального предела всякого знания означает абсурдность идеи о полностью всеведущем существе. Появление инопланетного зонда просто отменяет все организованные религии. В «Конце детства» у Сверхправителей есть своего рода информационная машина времени — «окно в прошлое», позволяющее наглядно и во всех подробностях рассматривать любые события прошлого в пределах 5000 лет, что также уничтожило все вероучения, основанные на чудесах и откровениях. В «Большой глубине» говорится, что сильнейший удар по христианству нанесли Дарвин и Фрейд, а также великие археологические открытия, которые полностью опровергли библейскую картину прошлого. Высказывалось предположение, что сверхразум «Конца детства» — это своего рода кларковский эквивалент представлений о Боге. Только в одном произведении «3001: Последняя одиссея» Артур Кларк заявил, что высокоразвитые инопланетяне — аналог древних богов.
Литературовед Э. Джеймс отмечал, что использование Кларком религиозных мотивов, метафор и тропов было совершенно стандартным для научной фантастики как антихристианской литературы: религиозные догматы и повествования о чудесах, помещаясь в галактические масштабы, становятся мелкими или неправдоподобными. Рассуждения о постчеловеке также являлись постоянной темой Кларка, которого как убеждённого дарвиниста постоянно интересовала следующая ступень эволюции разума и человечества. В романе «Одиссея 3001» (1997), последнем в цикле и последнем законченном Кларком единолично, религия откровенно названа «психической патологией», а один из персонажей утверждает, что цивилизация и религия несовместимы. Литературовед Адам Робертс (Лондонский университет), рассматривая религиозную основу научной фантастики, писал, что данный жанр стал отчасти литературной реакцией на Реформацию и секуляризацию западного общества. В терминологии А. Робертса противопоставление «протестантской/гуманистической технологии и католической магии является фундаментально конститутивным для научной фантастики» и служит надёжной основой для противопоставления фантастики и фэнтези. В этом плане мировоззрение Кларка всегда оставалось протестантским: формула «высокоразвитая технология неотличима от магии» означает, что на высшей ступени развития технология выходит за пределы восприятия обычного человека и любое чудо в конечном итоге будет объяснено рационально.

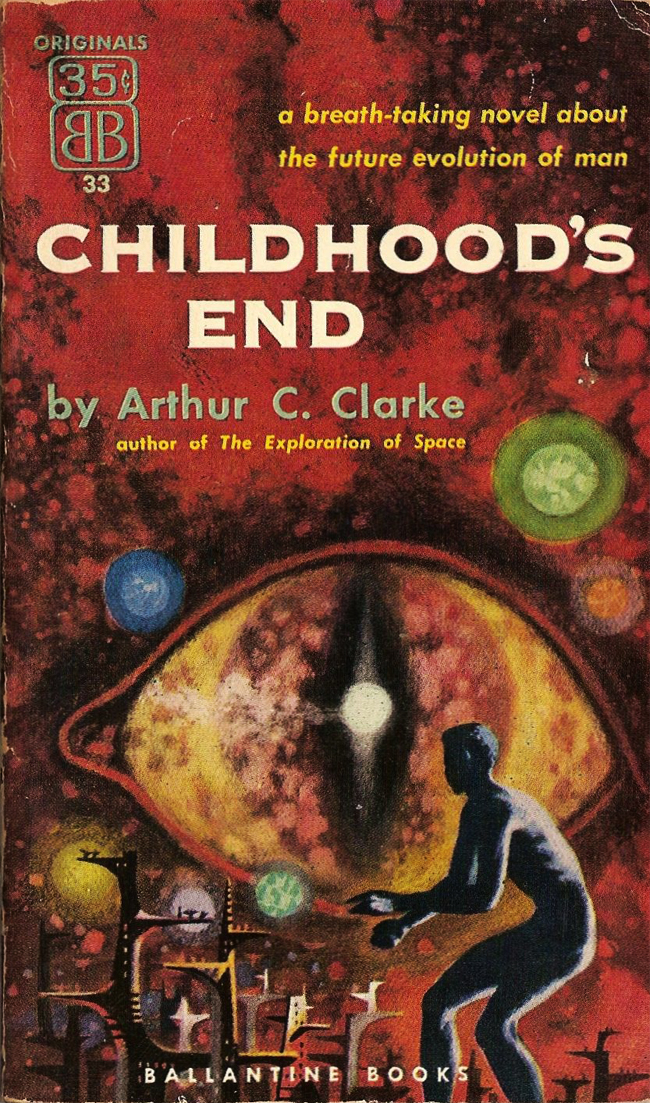
Обложка романа «Конец детства»

В период вхождения А. Кларка в научно-фантастическое сообщество 1940-х годов в западной фантастике был весьма популярен образ инопланетянина как ребёнка (и наоборот), что особенно явно проявилось в творчестве ван Вогта, Каттнера, Уиндема и Брэдбери. В этом плане Адам Робертс заявлял, что парадоксальным образом рационалист, атеист, просветитель и приверженец расселовского механицизма Кларк использовал в своих лучших произведениях «фундаментально религиозный троп трансцендентности». То есть писатель, произведения которого воспринимаются чуть ли не как эталон «твёрдой НФ», активно тянется к метафизике, если не мистицизму. Особенно это проявляется в романе «Конец детства», в котором дети Земли несут в самих себе обетование её гибели. В самом начале действия на Землю являются так называемые Сверхправители — представители чрезвычайно могущественной инопланетной расы, которые прекращают войны, заставляют человечество объединиться, победить бедность и страдания. Изначально Сверхправители даже не показывали свой облик; лишь ближе к финалу выясняется, что их внешность очень напоминает чертей и бесов, как их изображало искусство земного прошлого. Также в финале выясняется, что Сверхправители исполняли функцию «пастухов и акушеров», наблюдая за вызреванием новых поколений земных детей, которые способны приобщиться к Сверхразуму и разорвать оковы физической Вселенной. Прорыв к трансцендентности оборачивается катастрофой, гибелью всего человечества и уничтожением самой Земли. Последнее поколение родителей с тоской наблюдает, как их дети становятся чем-то совершенно чуждым всякому человеческому воображению, а сами взрослые уже не могут последовать за своими отпрысками. Как отмечали Эдвард Джеймс и Адам Робертс, Кларк в первоиздании поместил на странице копирайтов примечание, что выраженное героями книги мнение не соответствует авторскому. В последующих интервью он разъяснял, что речь шла о формуле Сверхправителей «звёзды — не для человека». При этом на внешнем уровне прочтения «Конец детства» относительно прост: первоначальная неопределённость в отношении мотивов Сверхправителей разрешается в русле линейного сюжета. Пришельцы желали для человечества только блага, но изначально скрывали, что человечество способно на переход к стадии Сверхразума (в отличие от самих Сверхправителей). Как выразился А. Робертс, «рывок к трансцендентности является Хорошей Вещью», но при этом Сверхправители изображены настолько двусмысленно, что во многих рецензиях и обзорах «Конец детства» рассматривался как пример повествования об инопланетном вторжении («прямолинейного, в духе „Дня независимости“»). В противном случае приходится читать роман в контексте британского империалистического патернализма, в котором «старший лучше знает» и его надо слушаться, даже если мы сами не способны оценить последствий воздействия на себя.
По мнению Э. Джеймса, агностика Кларка, вероятно, не удовлетворял атеистический тезис о бессмысленности (бесцельности) разумного существования. При этом наука и техника, в случае прекращения конфликтов, способны полностью избавить человечество от нищеты, голода и болезней, а в перспективе создать общество, которое с позиции прошлых веков может быть названо утопическим, но без тоталитарных интенций, неотделимых от картин совершенного общества. Явным влиянием Стэплдона отмечена ранняя повесть Кларка «Лев Комарры» (1949), в которой исследуется ситуация в обществе, где удовлетворяются все мыслимые потребности и не нужен прогресс. В результате человечество раскололось на две половины, одна из которых посвятила себя поиску красоты и истины, вторая же ударилась в безудержные чувственные удовольствия, так как гениальное изобретение позволяет читать скрытые желания, таящиеся в подсознании. В конце концов эти люди поселились в отдельном городе и там погрузились в глубокий сон, навеваемый машинами, где подсознание выстраивает такую картину мира, которая идеально подходит для желаний данной конкретной личности. Утопия для Кларка всегда этап на пути к высшей цели — эволюции человечества к бестелесному существованию, подобному божественному по своим возможностям. Этос Кларка, по мнению Э. Джеймса, наилучшим образом выражен в «Городе и звёздах». На планете Земля остался единственный город Диаспар (в оригинале — узнаваемая анаграмма слова «Парадиз»), который обеспечивает своим обитателям полноценную счастливую жизнь: молодые люди странствуют по виртуальным мирам, а более взрослые изощряют науки. Протагонист романа Олвин испытывает глубокую неудовлетворённость упорядоченным бытием, но затем оказывается, что даже его томление запрограммировано теми, кто создавал Диаспар в далёком прошлом. Беженец из Утопии попадает в пасторальную сельскую местность Лис, расположенную за пределами Диаспара, её обитатели изощряют духовность и овладели телепатией. В конечном счёте Олвин приходит к выводу, что истинное предназначение человечества — дотянуться до звёзд, ибо Солнечная система стареет, тогда как за её пределами множество молодых звёзд: «человек двинется по тропе, которую он избрал».

### Соавторство

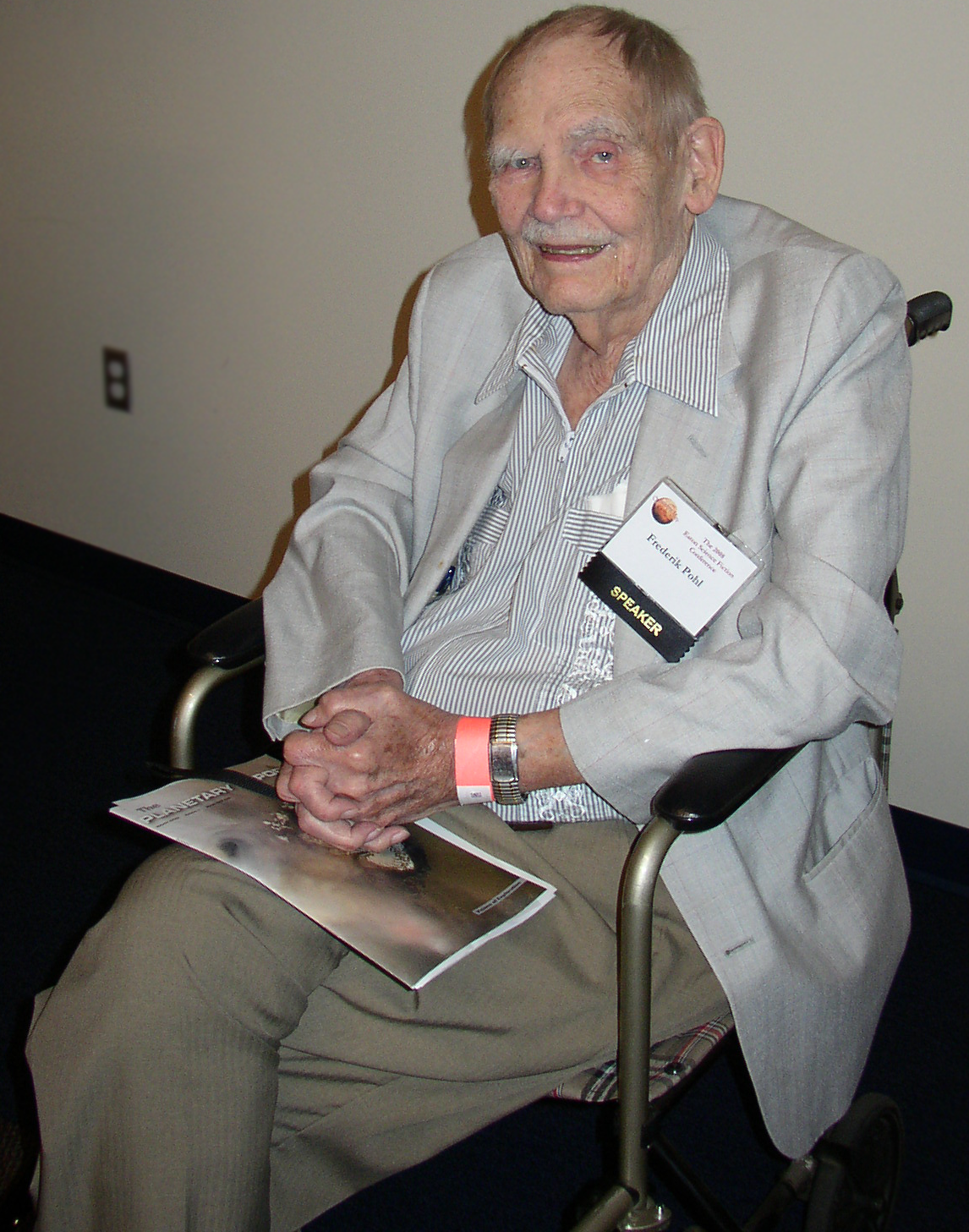
Фредерик Пол — последний соавтор Артура Кларка. Фото сделано в мае 2008 года на конференции по научной фантастике в Калифорнийском университете в Риверсайде

Ещё в 1938 году в фэнзине Novae Terrae вышел рассказ «Космический случай № 4» Д. Р. Смита, обозначенный как «основанный на идее, предложенной Артуром Кларком». Продолжение данной инициативы последовало только в 1969 году, когда вышла антология «Три на завтра» с предисловием Кларка и рассказами Р. Силверберга, Р. Желязны и Дж. Блиша, написанными в ответ на вопросы, заданные в предисловии Артура: как защититься от новейших средств разрушения, оказавшихся в руках безумцев. В выходных данных Кларк также значился составителем книги, хотя им являлся Силверберг. В 1987—1991 годах опубликованы шесть романов в серии «Венера Прайм»; их сюжеты были разработаны Кларком, но полностью переработаны Полом Пройссом, который сделал главной героиней женщину — исследовательницу космоса. Кларк во всех случаях писал послесловия к каждой книге. В 1988 году вышел роман «Колыбель», созданный инженером и писателем Джентри Ли, после чего к 1993 году были напечатаны три продолжения «Свидания с Рамой». Как отмечал Г. Уэстфал, в этих текстах «мыльная опера победила науку», и получившееся совершенно не похоже на произведения Кларка ни по форме, ни по содержанию. Например, все персонажи курят (сам Артур не курил, а в романе «Призрак исполина» даже предсказал технологию по удалению сцен курения из старых фильмов). Длиннейшие исследования психических травм каждого из персонажей Г. Уэстфал именовал «неубедительными». В этом цикле очень запутанный сюжет и отношения между персонажами. В последнем романе — «Рама явленный» — выясняется, что гигантский корабль-ковчег создан Создателем для познания сотворённых Им вселенных и отыскания мира, который гармонично развивается. По оценкам критиков, самым слабым (в силу полной непохожести на любую работу Кларка) стал роман «10 баллов по шкале Рихтера», написанный Майком Маккуэем.
Напротив, убедительной получилась имитация сюжетных ходов и стиля Артура Кларка у автора трилогии «Одиссея Времени» Стивена Бакстера (2003—2007). Первый опыт их совместной работы относился ещё к 1998 году. Используя в качестве фантастического допущения мгновенную телепортацию любых предметов и живых существ, Бакстер в повести «Мир телепорта» (The Wire Continuum) обратился к жанру альтернативной истории. По сюжету, в 1962 году американские учёные, начав после войны исследования телепортации, добиваются успеха, и это полностью меняет жизнь всей Земли. Основное действие трилогии разворачивается вокруг нового разумного существа — Перворождённого, зародившегося в космосе. Перворождённый определяет, что Вселенная обладает ограниченным количеством энергии, и желает сохранить эту энергию любой ценой, в том числе уничтожения развитых цивилизаций. Критиками высоко оценивался роман «Последняя теорема», написанный Фредериком Полом, которому удалось включить разрозненные обрывки текстов Кларка в структуру романа. Сэр Артур разработал сюжетную идею лишь в самых общих чертах, тогда как Ф. Пол написал роман, дополнив его полностью оригинальным параллельным сюжетом о могущественной инопланетной расе, которая, вознамерившись уничтожить человечество, проникается доказательствами потенциала земного прогресса и назначает землян своими преемниками.
Гэри Уэстфал отмечал, что «Фонтаны рая» должны были стать последним произведением Артура Кларка. В конечном счёте он оказался не в состоянии бросить беллетристику, поэтому обратился к работе со сторонними писателями, хотя единолично завершил ещё шесть романов. Решение работать «в сотрудничестве» многими критиками признавалось неразумным, тем более что реального соавторства не выходило. Читатели и рецензенты в итоге «научились» игнорировать тексты, у которых на обложке значилось «Артур Кларк и…».

### Рецепция

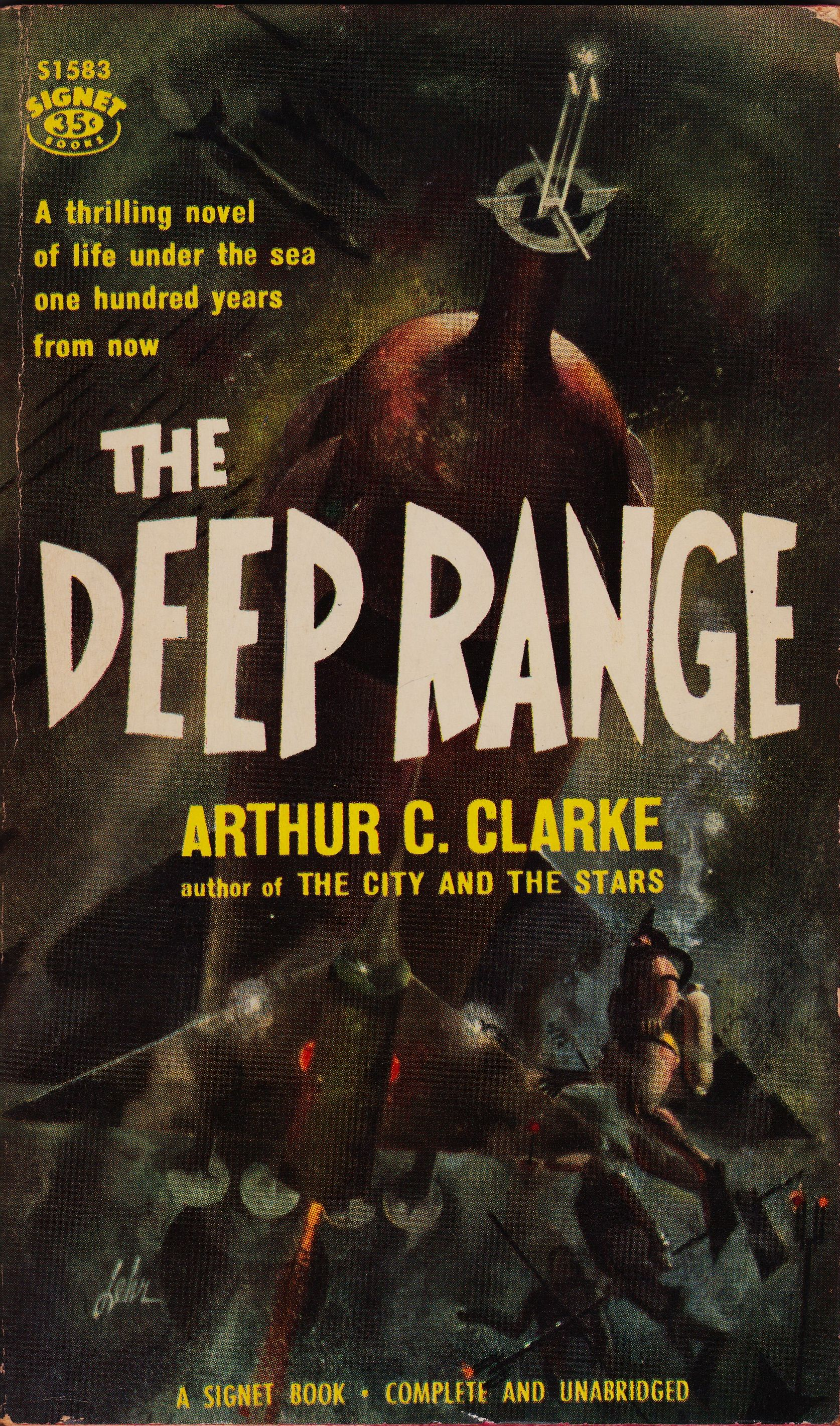
Обложка романа «Большая глубина» (1958)

Творчество «Большой тройки НФ» — Азимова, Хайнлайна и Кларка — определяло развитие фантастической литературы на протяжении нескольких десятилетий. Из западных фантастов открытыми последователями Кларка стали такие авторы «твёрдой» НФ, как Ларри Нивен и Грегори Бенфорд, начавшие писать в период Новой волны. Грег Бир заявлял, что именно Кларк оказал наибольшее влияние на его представления о научной фантастике и определил характер творчества. В утопической повести братьев Стругацких «Полдень, XXII век» значимая сюжетная линия Океанской охраны была навеяна романом А. Кларка «Большая глубина»; Борис Стругацкий утверждал, что авторам не хотелось, чтобы «сходство переходило в, страшно сказать, плагиат». Группа Pink Floyd записала в 1972 году песню «Конец детства», а Майк Олдфилд в 1994 году создал альбом «Песни далёкой Земли».
«Китайским Артуром Кларком» критики именуют современного фантаста Лю Цысиня после успеха его трилогии «Задача трёх тел». Лю Цысинь признавал глубокое воздействие А. Кларка на собственное творчество, так как оба писателя оперируют вселенскими масштабами. Впрочем, китайские исследователи Чжао Сыци и Пэн Цинлун рассматривали различия в интерпретации изображения контакта с инопланетными цивилизациями в творчестве Кларка и Лю Цысиня и поднимали проблему антропоцентризма в романах обоих авторов. В известном смысле романы «2001: Космическая одиссея» и «Задача трёх тел» построены на единой фантастической посылке. Так, в романе Кларка неведомая вселенская цивилизация в незапамятные времена отправила на Землю и Луну монолиты, которые побуждали разумные существа к эволюционированию, одновременно служа доказательством неодиночества людей во Вселенной. У Лю Цысиня же цивилизация трисолярианцев насылает на Землю софоны — супермашины размером с протон, которые поддерживают непрерывную связь и служат не только для наблюдений за землянами, но и блокированию на Земле прогресса. Космиты Кларка богоподобны, их задача — непрерывно побуждать живые существа к развитию за пределами сложившейся сферы познания; трисолярианцы китайского писателя — жители мира, где хаос способен наступить в любую минуту, нуждающиеся в пространстве с более или менее постоянными условиями существования.
Артур Кларк исходил из того, что инопланетяне являются своего рода ангелами-хранителями разумной жизни повсюду во Вселенной, хотя один из протагонистов — доктор Флойд — исходит из антропоцентристской парадигмы и опасается первого контакта, ибо в истории Земли «примитивные расы часто не могли пережить столкновение с высшими цивилизациями». Флойд здесь цитирует социальных дарвинистов, чьи взгляды не были ещё изжиты в 1960-е годы. С другой стороны, «звёздные фермеры» Кларка, не обнаруживая во Вселенной ничего более ценного, чем Разум, поощряя его повсюду, иногда «собирали урожай», но иногда были вынуждены «бесстрастно приступать к прополке». Ни Монолит, ни звёздное дитя, в которое переродился Боумен, не способны нормально общаться с землянами, хотя относительно друг друга тоже представляют разные эволюционные фазы. Трисолярианцы Лю Цысиня ближе к землянам на нашем уровне развития, и их образы служат для демонстрации бессмысленного тупика, в который попала человеческая цивилизация. Однако, по мнению китайского критика Хань Суна, образы романа Лю Цысиня, несмотря на исходные посылки, одинаковые с Кларком, полностью противоположны ему в идеологическом и культурном отношении. По мнению Хань Суна: «Наука, технологии и модернизация не характерны для китайской культуры. Они как инопланетные сущности. Если мы покупаемся на них, мы превращаемся в монстров». Кларк и Лю находятся на сциентистских позициях, но имеют принципиально разные взгляды на мир: английский писатель — оптимист, который, несмотря на жизнь в эпоху Холодной войны, искренне считал, что ускоренный прогресс выражает истинную природу человека и у человечества нет иного пути, кроме как на небеса во всеоружии науки и техники. Лю Цысинь, будучи китайцем, на первое место выносит проблемы морали в условиях, когда технология стала ведущей силой, формирующей общество.

## Награды. Память

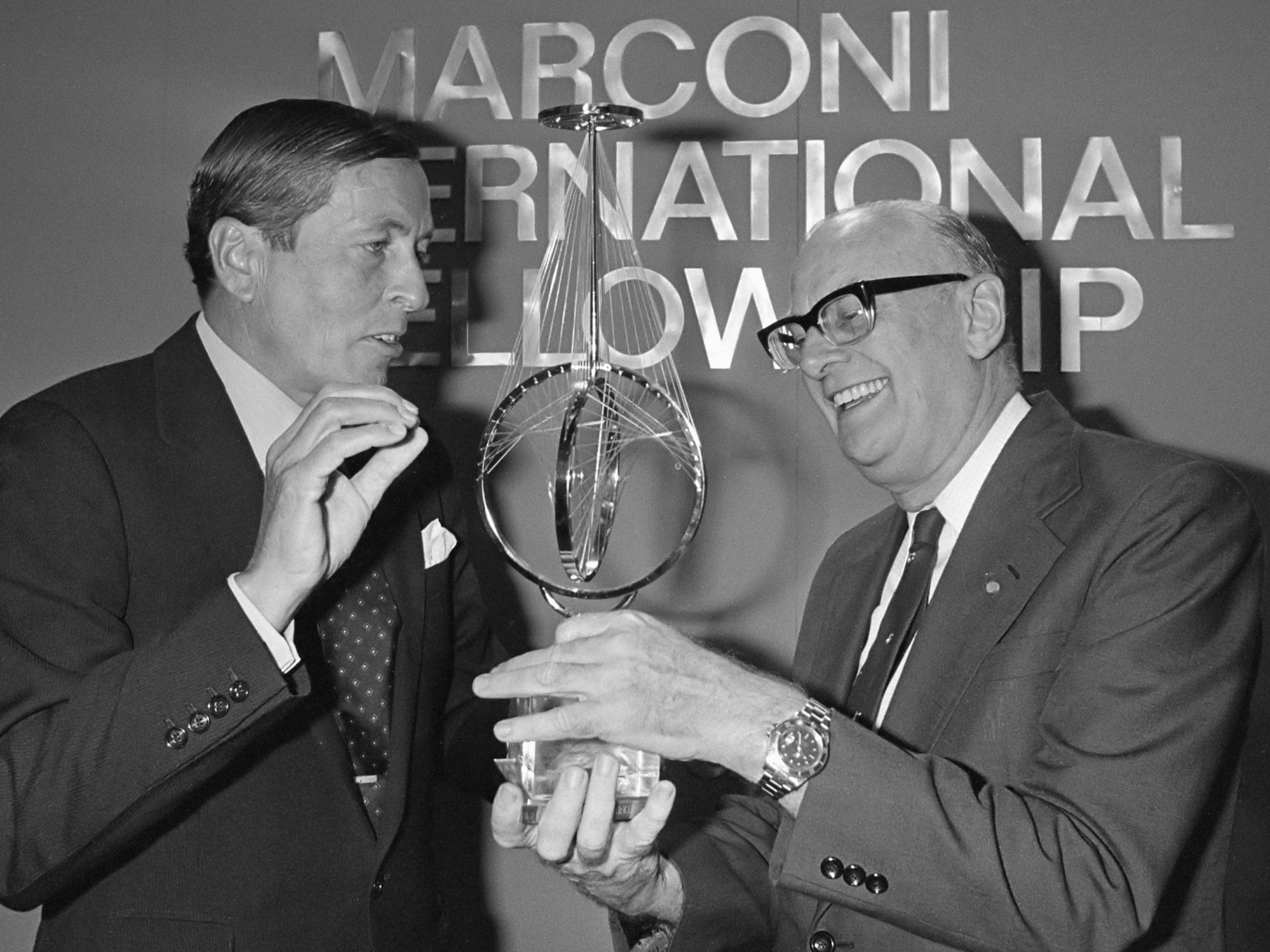
Артур Кларк получает Премию Маркони в 1982 году

Артур Кларк всю жизнь вёл дневники, объём которых, по словам исследователя Гэри Уэстфала, весьма значителен. По завещанию писателя, их содержание может быть обнародовано не ранее 2038 года. Ряд исследований творчества писателя был выпущен в 1970—1980-е годы. На основе многолетних интервью с Кларком и кругом его общения биограф Джеймс Нил Макалир (1942—2022) в 1992 году выпустил фундаментальную биографию сэра Артура, последнее дополненное издание которой было опубликовано в 2013 году. Как отмечал Г. Уэстфал, это единственная полная биография, изобилующая множеством подробностей, которая будет иметь статус «окончательной», по крайней мере, до открытия личного архива Кларка.
В 1961 году Артур Кларк стал лауреатом Премии Калинги за заслуги в области популяризации науки. В 1963 году награждён Медалью Стюарта Баллантайна за идею спутниковой связи. В 1982 году получил премию Маркони за достижения в области связи и дистанционного исследования космоса. В 1986 году избран членом Национальной инженерной академии США. Университет Бата присвоил писателю в 1988 году почётную степень доктора литературы. В 1989 году писатель был возведён в достоинство командора Ордена Британской империи и в 1998 году удостоен титула рыцаря-бакалавра. В 2004 году Кларк получил премию Роберта Хайнлайна, а год спустя был удостоен титула Шри Ланкабхиманья — высшей гражданской награды на острове. В 1994 году Кларка номинировали на Нобелевскую премию мира.
Артур Чарльз Кларк за свою жизнь был удостоен, вероятно, всех значимых наград за достижения в области пропаганды науки, создание научно-популярных литературных произведений и телепостановок, а также за свои фантастические произведения. В 1952 году удостоен Международной премии по фантастике в номинации документальной прозы за научно-популярную книгу «Исследование космоса». В 1956 году рассказ «Звезда» получил премию «Хьюго». Повесть «Встреча с Медузой» в 1973 году получила премию «Небьюла». Роман «Свидание с Рамой» в 1974 году отмечен премией Британской ассоциации научной фантастики, «Небьюлой», «Хьюго», «Локусом» и Мемориальной премией Джона Кэмпбелла. Премиями «Хьюго» и «Небьюла» в 1979—1980 годах был отмечен и роман «Фонтаны рая». В 1986 году Кларк признан «Гроссмейстером фантастики». В 1997 году введён в «Почётный зал научной фантастики и фэнтези» (вместе с Андре Нортон).
На средства писателя в 1987 году была учреждена литературная премия в области научной фантастики — Премия Артура Кларка. В 2005 году в честь Кларка назвали новую премию — Sir Arthur Clarke Award, вручаемую Фондом Артура Кларка, а отбор номинаций делегирован Британскому межпланетному обществу.
В честь писателя назван астероид 4923 Clarke, открытый в 1981 году. В 1984 году именем Кларка назвали только что основанный центр высоких технологий Шри-Ланки, ныне Институт современных технологий имени Артура Кларка. Также в честь Кларка назван вид австралийских динозавров Serendipaceratops arthurcclarkei.

### Комментарии
1. ↑  С 1972 года государство официально именуется Шри-Ланка.
2. ↑  Хотя Нил Макалир утверждал, что заболевание Чарльза Кларка было связано с последствиями отравления боевыми газами на Западном фронте, Артур Кларк в ряде интервью прямо говорил, что его отец скончался от рака лёгких, вызванного курением[15].
3. ↑  Астроном Патрик Мур утверждал, что в те годы Британское межпланетное общество воспринималось в общественном сознании на одном уровне с «Обществом плоской Земли»[8].
4. ↑  Английский писатель и критик Адам Робертс скептически относился к повсеместным заявлениям о первенстве Кларка в разработке концепции околоземных спутников на геостационарной орбите, утверждая, что «идея носилась в воздухе» и Кларк первым оформил её в наукообразном виде и в престижном научном издании. Как утверждал А. Робертс, инженер Герман Поточник предложил концепцию геостационарных спутников в 1928 году, а в 1942 году вышел рассказ «QRM — Interplanetary» Джорджа О. Смита, где действие разворачивается на «ретрансляционной станции» в космосе на постоянной орбите[34].
5. ↑  Фантастическое допущение в этом романе ещё могло казаться правдоподобным: первая лунная экспедиция запущена Британским содружеством с британским экипажем и стартует с австралийской ракетной базы Вумера. В том же 1949 году Кларк был консультантом серии комиксов Dan Dare, в которой англичане осваивали Солнечную систему[39]
6. ↑  Нил Макалир отмечал, что Мэрилин хранила какую-то тайну о личности Кларка, но говорила, что сможет предать её гласности только после его смерти. Однако она умерла в 1991 году, Артур пережил Мэрилин почти на семнадцать лет[49]. Гэри Уэстфал[англ.] полагал, что Кларк сравнительно рано осознал свою гомосексуальность, однако в силу замкнутости характера и суровости британского законодательства никогда не афишировал этой стороны своей жизни[50]. Когда данная тема перестала быть табуированной, Майкл Муркок подтверждал, что А. Кларк являлся геем[51], несколько более сдержанно на эту тему высказывался Айзек Азимов[52]. Сам Кларк на прямые вопросы предпочитал отшучиваться[53]. По мнению Г. Уэстфала, на мировосприятие писателя мог повлиять судебный процесс 1952 года над Аланом Тьюрингом, и брак становился средством «снять любые подозрения относительно сексуальных предпочтений». (При этом Тьюринг не упоминается в интервью и опубликованной переписке А. Кларка.) То, что Кларк всё больше времени проводил вне Великобритании и в конце концов переехал на Цейлон, могло быть связано как с британской налоговой политикой, так и с его частной жизнью. Джон Бакстер в биографии Стэнли Кубрика также утверждал, что отчасти на решение Кларка переехать повлияло более лояльное отношение к гомосексуалам на Цейлоне, где он мог не опасаться преследований[50].
7. ↑  Гэри Уэстфал характеризовал отношения Кларка с Уилсоном, братьями Гектором и Лесли Эканаяке (его ранняя смерть в 1977 году стала трагедией для Артура, посвятившего другу роман «Фонтаны рая») как «отцовские». Все близкие друзья Кларка были счастливо женаты, и у Артура сложились отношения с женой Уилсона[62]. Сексуальные потребности, вероятно, удовлетворялись в ходе непродолжительных связей с мужчинами. Проживая в большом семействе Эканаяке, Кларк был отчуждён от него и бо́льшую часть времени проводил в кабинете, работая над рукописями. После изобретения электронной почты и интернета Артур Кларк интенсифицировал переписку с поклонниками фантастики и исследователями США[63]. Гектор Эканаяке отрицал, что его брат Лесли и Артур Кларк были любовниками[64]. Нил Макалир утверждал, что при всём либерализме в сфере сексуального поведения Артур Кларк был строгим консерватором в вопросе публичного обсуждения данного вопроса. «По мере того, как Кларк старел, <…> вопрос его сексуальной ориентации поблёк и стал не более чем непременным подстрочным примечанием»[65].
8. ↑  К премии прилагался грант на 35 000 долларов, которые пошли на основание в Коломбо центра современных технологий, получившего затем имя Артура Кларка[101].
9. ↑  Во время пребывания в Москве Кларк договорился о переводе и печатании в журнале «Техника — молодёжи» своего нового романа «2010: Одиссея Два». Две главы из пятнадцати увидели свет в январском и февральском номерах за 1984 год, а в четвёртом номере был помещён очень краткий синопсис сюжета и публикация прервалась. В. Д. Захарченко был снят с должности главного редактора, которую занимал с 1949 года, «из-за утраты бдительности». Оказалось, что все имена русских космонавтов в романе заимствованы у советских диссидентов, а сам роман одновременно посвящался А. Леонову и А. Сахарову. В переписке с Захарченко 1990 года Кларк назвал подбор фамилий «мягкой шуткой», полагая, что, если цензура это заметит, имена будут заменены. В ноябре 1989 года журнальная публикация романа возобновилась[102]. Случившееся было предано гласности[103].
10. ↑  В рассказе «Юпитер Пять» космический корабль землян именуется «Арнольд Тойнби»[147].
11. ↑  На Кларка оказали влияние «большие нарративы упадка и спасения» Стэплдона и Льюиса [148].
12. ↑  Поскольку Первая мировая война началась из-за неразрешимости противоречий между империалистическими державами, всю свою жизнь А. Кларк настаивал, что энергия человечества должна быть направлена на космос — невероятно широкое пространство для завоеваний, совместимых притом с цивилизованными нормами. Контакт с высшим инопланетным разумом при этом трактовался оптимистично, так как Кларк исходил из того, что широкомасштабное исследование Вселенной сможет позволить себе только раса, которая научилась обуздывать агрессию и контролировать атомные технологии. В космосе не может быть империи, ибо, во-первых, любая империя несёт в себе семена собственного распада и, во-вторых, долговечными и стабильными могут быть только политические содружества. Даже несовершенная космическая технология способна резко активизировать «рост» человечества от младенческого состояния, а ракета — в буквальном смысле предохранительный клапан, обетование спасения всей Земли. Ещё в 1943 году Кларк в личной переписке возражал К. Льюису на его тезисы, что человек морально не подготовлен к колонизации космоса. Идеологию Артура Кларка Роберт Пул именовал «технически обоснованным космофутуризмом» и трактовал её статус для США 1950—1960-х годов как «ортодоксальный»[150]. Кларк побывал на лекции Тойнби «Объединение мира и изменение исторической перспективы» в 1947 году. Там проводилась мысль, что человечество находится в самом начале эры великого объединения путём смешения великих мировых цивилизаций. Основа для этого была заложена ещё в XIX веке — «технологиями паруса и пара», атомный век несёт с собой «западную ментальную и моральную революцию»[151].
13. ↑  По сюжету Франклин одновременно отчуждён от двух семей: после психической травмы он не может более работать в космосе, и это разлучает его с женой и семьёй на Марсе. Женившись на Индре, он надолго расстаётся со второй — земной — своей семьёй[190].
14. ↑  Дискуссия о множественности обитаемых миров в XVII—XVIII веках породила множество повествований о межпланетных путешествиях, которые были вписаны в контекст теологических последствий открытия внеземной жизни. Инопланетяне в романах Годвина или Уилкинса, Сирано де Бержерака и трактатах Томмазо Кампанеллы служат решающим доказательством или опровержением существования абсолютной Божественной истины и обетованием спасения. К данной разновидности теологической фантастики вернулся в XX веке Клайв Льюис, который в своей марсианской трилогии 1938—1945 годов утверждал уникальность Боговоплощения именно для Земли, ибо только земляне оказались в плену у сатаны. Современная фантастика сохранила также базовый интеллектуальный конфликт времён начала научной революции, когда протестантские учёные разрабатывали технику и пытались отыскать универсальные законы физического бытия, а католические теологи поголовно увлекались магией, пытаясь взаимодействовать с тварным бытием непосредственно[200].
15. ↑  В резко негативном ключе философскую фантастику Артура Кларка рассматривал Станислав Лем в трактате «Фантастика и футурология». Роман «Конец детства» отнесён к стэплдоновскому направлению и характеризуется как чистая фантазия, «мешанина писательской сноровки и неправдоподобия… с наивом, который всякий раз режет глаза». Кларковская концепция иерархии этажей бытия может иметь как эмпирическое (Земля пребывает в эмбриональной фазе психозоя, а Сверхправители направлены Сверхразумом высшего порядка), так и метафизическое истолкование. Последнее означает, что видимые из трансцендентности задачи человечества не сводимы и не приводят к нынешнему его бытию. Лем утверждал, что сатанинский облик Сверхправителей не работает на повествовательную цель, хотя из материала романа можно было бы выделить линию «духовного рака» из-за неумелого обращения с пси-фактором. В итоге истинные задачи изменённого человечества остаются неизвестными, и связно и рационально «выкарабкаться из нагромождения странностей» Кларку оказалось не под силу. Отсюда появилась формула, что «книга не выражает его мнения»[203].